# Groitzsch
Groitzsch ist eine Kleinstadt im Landkreis Leipzig in Sachsen. Unter Wiprecht von Groitzsch begann im frühen 12. Jahrhundert die intensive Kolonisation Sachsens. Auf der Burg Groitzsch finden sich die ältesten bislang bekannten Steinbauten in Sachsen.

## Geographie

### Geographische Lage

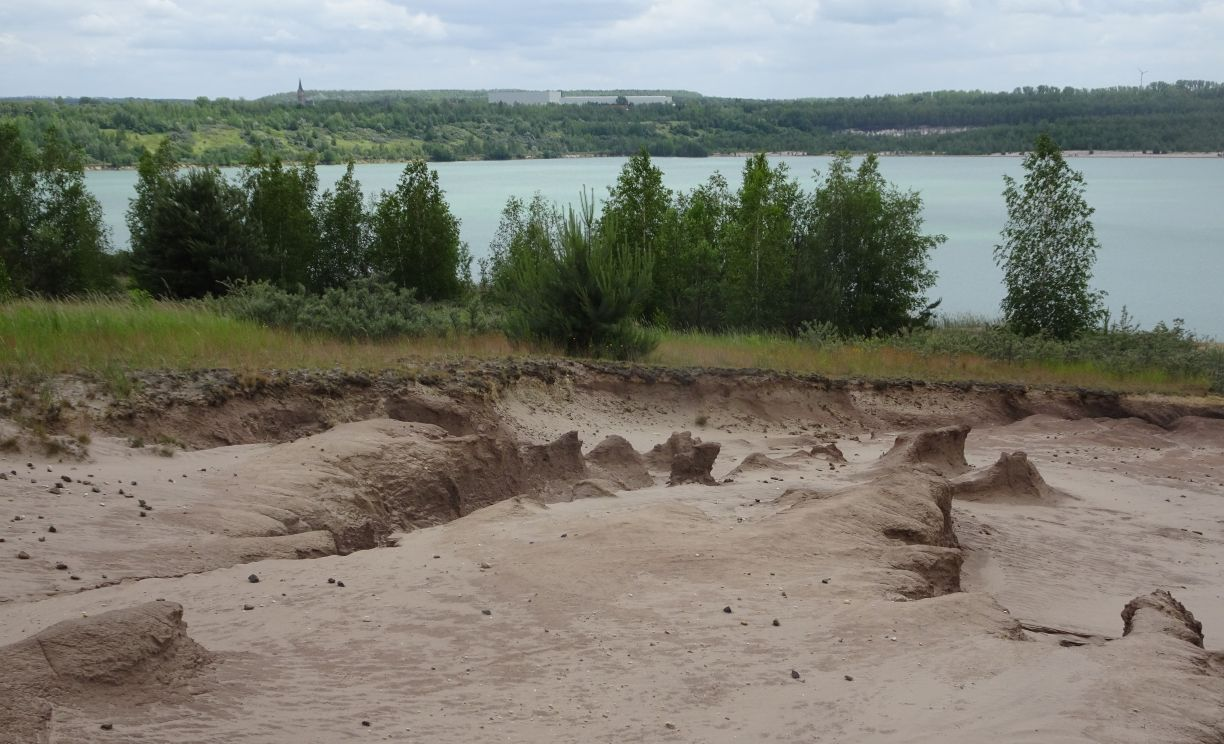
Groitzscher See mit Blick auf Lucka

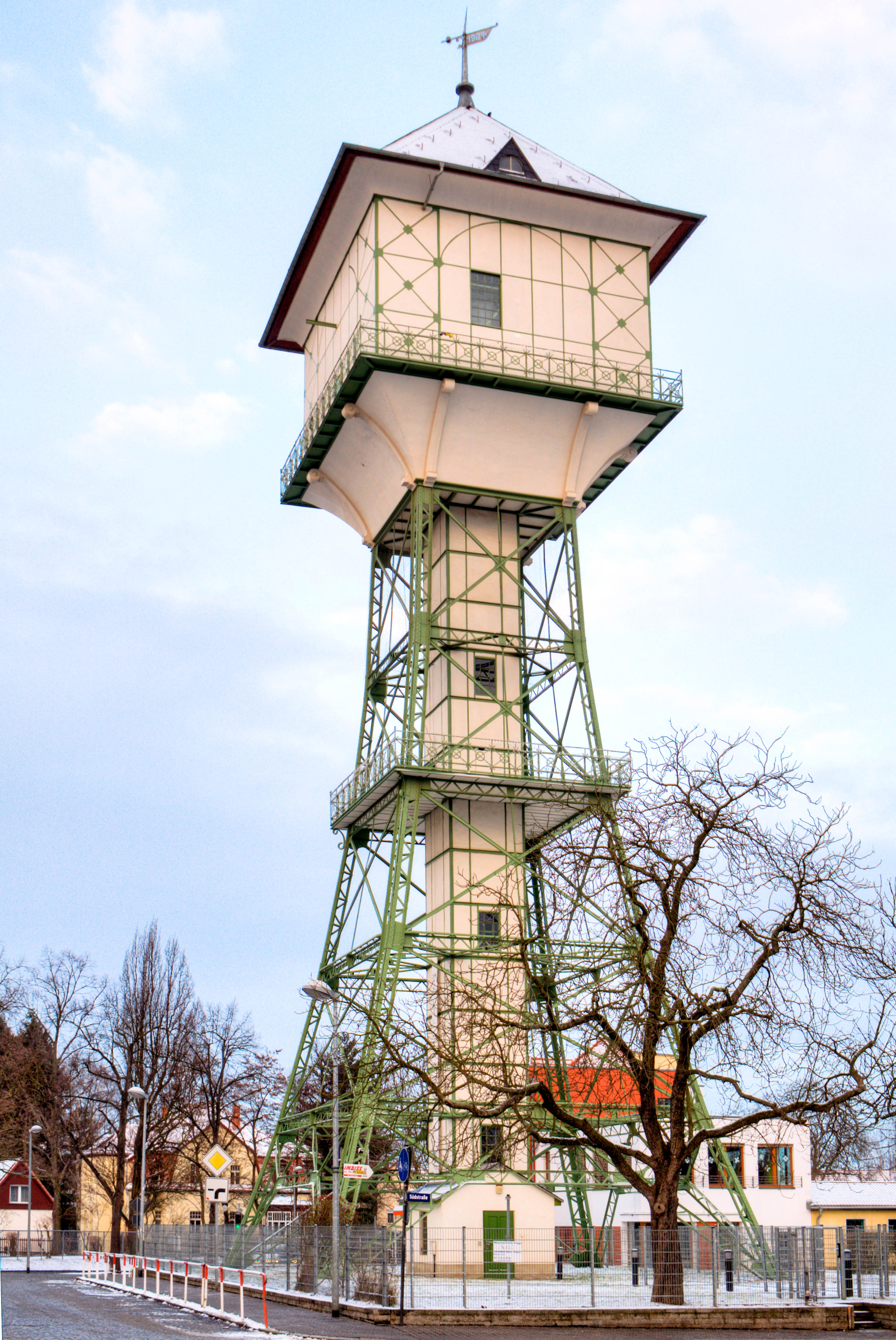
Der Wasserturm, das Wahrzeichen Groitzschs

Groitzsch liegt 25 km südlich von Leipzig und 20 km nordöstlich von Zeitz im Dreiländereck Sachsen, Thüringen und Sachsen-Anhalt.
Die Stadt befindet sich am Rande der Leipziger Tieflandsbucht in der Weiße Elster- und Schnauderaue südlich der Mündung der Schwennigke in die Schnauder. Die Gegend ist geprägt von den flachen Landschaftsformen, wie sie in der Norddeutschen Tiefebene vorherrschend sind. Hier geht die Ebene allmählich zur Mittelgebirgsschwelle über, was man an leichten Anhöhen im ganzen Stadtgebiet bemerkt. Die Umgebung von Groitzsch ist besonders um die Ortsteile von der Landwirtschaft bestimmt, sehr große Felder und Wiesen beherrschen diese Gegend. Dazu gibt es Baumreihen und kleinere Wälder. Nennenswerte Gewässer im Stadtgebiet sind der Groitzscher See (Flutung voraussichtlich bis 2060) und der Großstolpener See, ein geflutetes Tagebaurestloch.

### Nachbargemeinden
Folgende Städte und Gemeinden grenzen an die Stadt Groitzsch und gehören zum Landkreis Leipzig, Landkreis Altenburger Land und zum Burgenlandkreis:
| Pegau          | Zwenkau                                     |                  |
| Elstertrebnitz | Kompassrose, die auf Nachbargemeinden zeigt | Neukieritzsch    |
| Elsteraue      | Lucka                                       | Regis-Breitingen |

Die Städte Zwenkau und Regis-Breitingen grenzen mit ihren Ortsteilen Rüssen-Kleinstorkwitz sowie Ramsdorf und Heuersdorf (devastiert) nur mittelbar an.

### Ortsgliederung

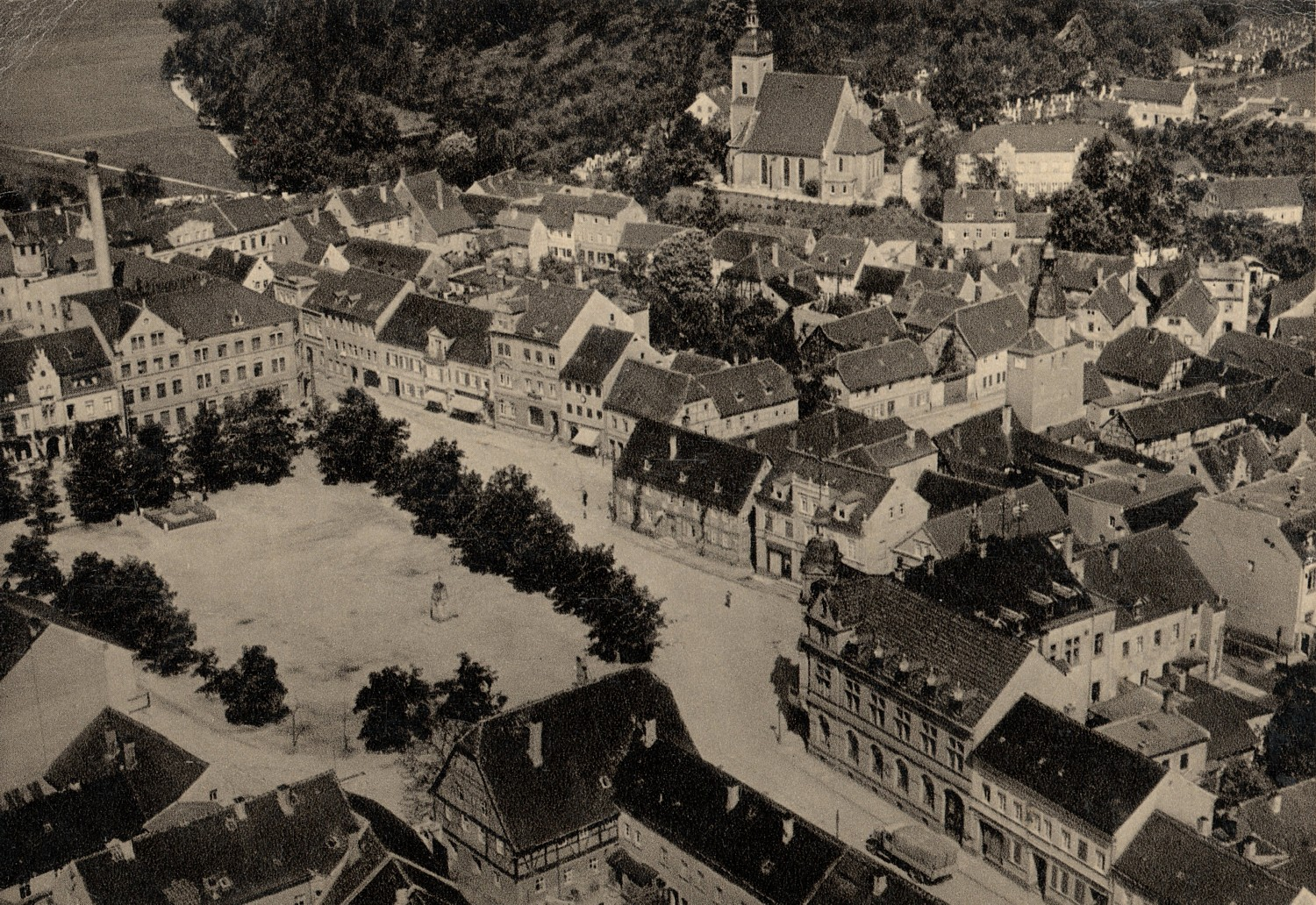
Luftaufnahme 1938

| - Altengroitzsch - Audigast - Auligk - Berndorf - Brösen - Cöllnitz - Droßkau - Gatzen - Großpriesligk - Großstolpen (mit Kleinstolpen) | - Hemmendorf - Hohendorf - Kleinhermsdorf - Kleinprießligk - Kobschütz - Langenhain - Löbnitz-Bennewitz - Maltitz - Methewitz - Michelwitz | - Nehmitz - Nöthnitz - Obertitz - Oellschütz - Pautzsch - Pödelwitz - Saasdorf - Schnaudertrebnitz - Wischstauden (Groß- und Kleinwischstauden) |

Die Orte Droßdorf, Käferhain, Leipen, Schleenhain und Zschagast wurden durch je einen der drei Vorgängertagebaue des Tagebaus Vereinigtes Schleenhain abgebaggert.

## Ortsname
Der Ortsname geht auf die gleichnamige  Burg zurück. Er leitet sich von slawisch grodišče her, was so viel wie „befestigter Ort, Burgschanze“ bedeutet.

## Geschichte

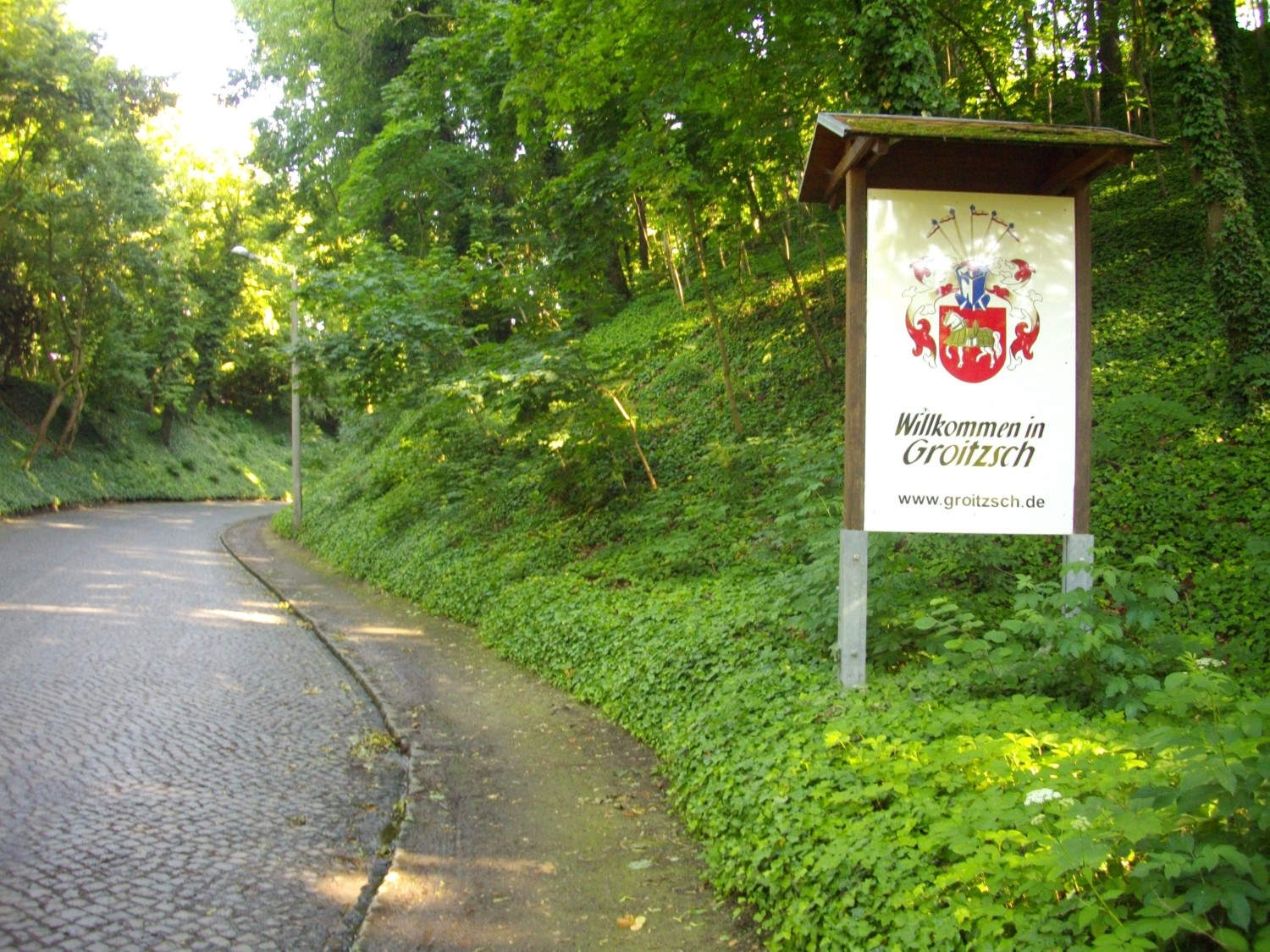
Ortseingang nach Groitzsch unterhalb der Wiprechtsburg

Die ältesten Funde im Stadtgebiet gehen bis auf 4000 v. Chr. zurück. Archäologische Feldbegehungen und Ausgrabungen im westsächsischen Raum lassen den Schluss zu, dass sich hier eines der Kerngebiete germanischer Besiedlung in Sachsen befand. Man geht von einer hohen Wohndichte ab der Ur- und Frühgeschichte aus, wobei die ältesten Ursprünge noch zu wenig erforscht sind. Es ist anzunehmen, dass römische Funde, wie sie mit Fibeln, Münzen und Terra Sigillata gemacht wurden, von den Germanen importiert wurden. Später gehörte Groitzsch zum Einzugsgebiet thüringischer Stämme. Im 7. Jahrhundert wanderten Slawen in dieses Gebiet ein, die in den Quellen als Sorben erscheinen. Zahlreiche Namen weisen auf vorslawische Ursprünge hin, sodass eine gewisse Zeit, bis ins 8./9. Jahrhundert, mit dem Fortbestand thüringischer Siedlungen gerechnet werden kann. Im Zuge der frühmittelalterlichen Ostkolonisation vermischte sich die Bevölkerung mit einer neuen Welle von Siedlern aus Thüringen und dem Fränkischen Reich. In der Stadtgeschichte finden sich aber auch Spuren einiger jüdischer Bewohner, unter anderem als Besitzer einer Schuhfabrik.
Der Ort wurde 1070 in den „Pegauer Annalen“ erstmals erwähnt, als Udo II. von Stade, Markgraf der Nordmark, seinen hiesigen Besitz, der auch Leisnig und Teuchern umfasste, mit dem Eigengut des Grafen Wiprecht im Belsemgau (Altmark) tauschte. Die Burganlage wurde aber bereits auf den Beginn des 10. Jahrhunderts datiert. Sie kontrollierte die Furten der von Naumburg kommenden Fernstraße über Elster, Schwennigke und Schnauder. Im 11. Jahrhundert hatte sich bereits eine Ansiedlung, eine Kombination von frühdeutscher Burg und kaufmännischer Siedlung, herausgebildet. Diese erhielt im Jahr 1214 das Stadtrecht. Die Stadt wurde um den Markt planmäßig gitterförmig angelegt.
Auf dem Burgberg befand sich die Wiprechtsburg. Sie zählte im späten 11. und frühen 12. Jahrhundert zu den größten Anlagen der Region und bildete das Zentrum des Herrschaftsgebietes der Familie des Wiprecht von Groitzsch. Wahrscheinlich erfolgte die restlose Zerstörung der Burg in den Erbfolgekriegen 1294 oder 1296 durch Truppen Adolfs von Nassau beziehungsweise spätestens bei dem Durchzug der Truppen seines Nachfolgers König Albrecht I. 1306/07. Seit der Vereinigung der Grafschaft Groitzsch mit dem Geleitsamt Pegau gehörte Groitzsch ab 1460 bis 1856 zum kursächsischen bzw. königlich-sächsischen Amt Pegau.
Seit dem ausgehenden Mittelalter blühte in Groitzsch das Schuhmacherhandwerk, was auch neue Einwohner anlockte. Die Handwerker schlossen sich in Zünften zusammen und fuhren zur Leipziger Messe, um ihre Waren feilzubieten. So kam der Ort zu Ruhm und Reichtum, während es aber auch viele Leute gab, die arm blieben. 1513 zerstörte ein Brand die Stadt und die alte Kirche Sankt Aegydius, von der heute noch der Turm erhalten ist, der als Museum dient. 1732 bis 1817 waren die Freiherren von Schwendendorf Besitzer des Berges und der Stadt, deren Stammvater Georg Winckler das Schloss Dölitz bei Leipzig erworben hatte.
Im 19. Jahrhundert wurden viele neue Fabriken eröffnet und es erfolgte eine großzügige Erweiterung der Stadtanlage. Aus dieser Phase stammen viele der heute noch erhaltenen Gründerzeithäuser. 1874 erhielt der Ort einen Anschluss an das Eisenbahnnetz über die Eisenbahnlinie Gaschwitz–Groitzsch–Meuselwitz. Seit der 1909 erfolgten Eröffnung der Bahnstrecke Neukieritzsch–Pegau war der Bahnhof Groitzsch Eisenbahnknotenpunkt. Im Zweiten Weltkrieg beschädigten Bomben unter anderem den Bereich um den Bahnhof schwer. In Groitzsch befand sich interimsweise in der Bella-Schuh-Fabrik ein Zulieferwerk für die Erla-Maschinenwerk GmbH (Hauptsitz Leipzig).
Am 14. April 1945 marschierten amerikanische Truppen ein, die bis zum 30. Juni blieben. Danach besetzten sowjetische Truppen die Stadt. 1952 wurde Groitzsch dem Kreis Borna im Bezirk Leipzig zugeordnet. Im Jahr 1989 beging Groitzsch seine 950-Jahr-Feier. Am 1. Januar 1994 wurde eine Verwaltungsgemeinschaft aus den vier Gemeinden Auligk, Audigast, Berndorf, Großstolpen gebildet, welche dann im Jahr 1996 eingemeindet wurden. Groitzsch gehörte seit 1990 zum sächsischen Landkreis Borna, der 1994 im Landkreis Leipziger Land und 2008 im Landkreis Leipzig aufging. Beide durch Groitzsch führenden Eisenbahnstrecken wurden u. a. durch Unterbrechung durch Braunkohletagebaue in den Jahren 1997 und 1998 stillgelegt, wodurch die Stadt heute nicht mehr per Bahn erreichbar ist.
Das Hochwasser 2013 richtete im Groitzscher Stadtgebiet einen Schaden von insgesamt vier Millionen Euro an.

### Eingemeindungen

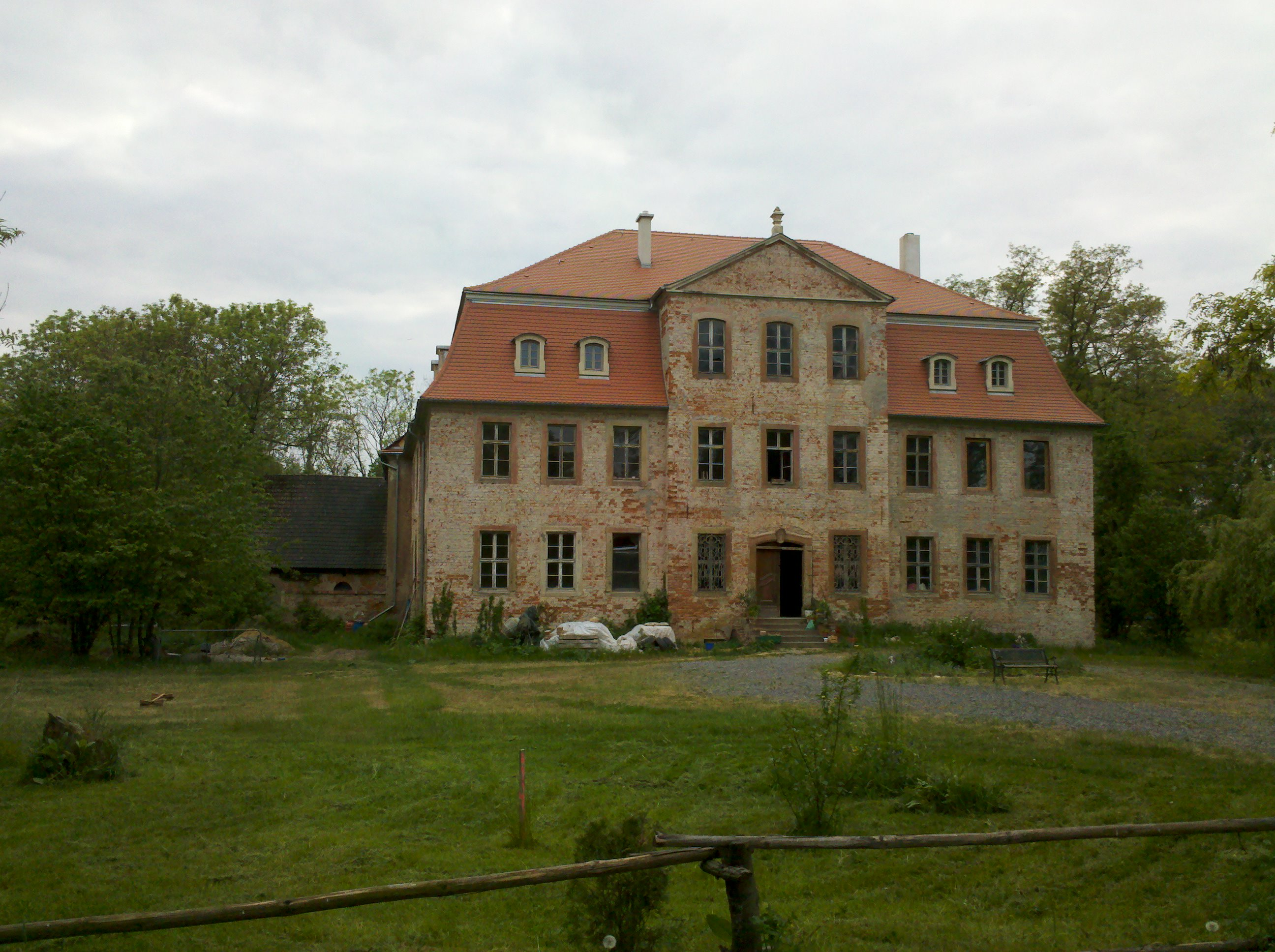
Schloss Audigast

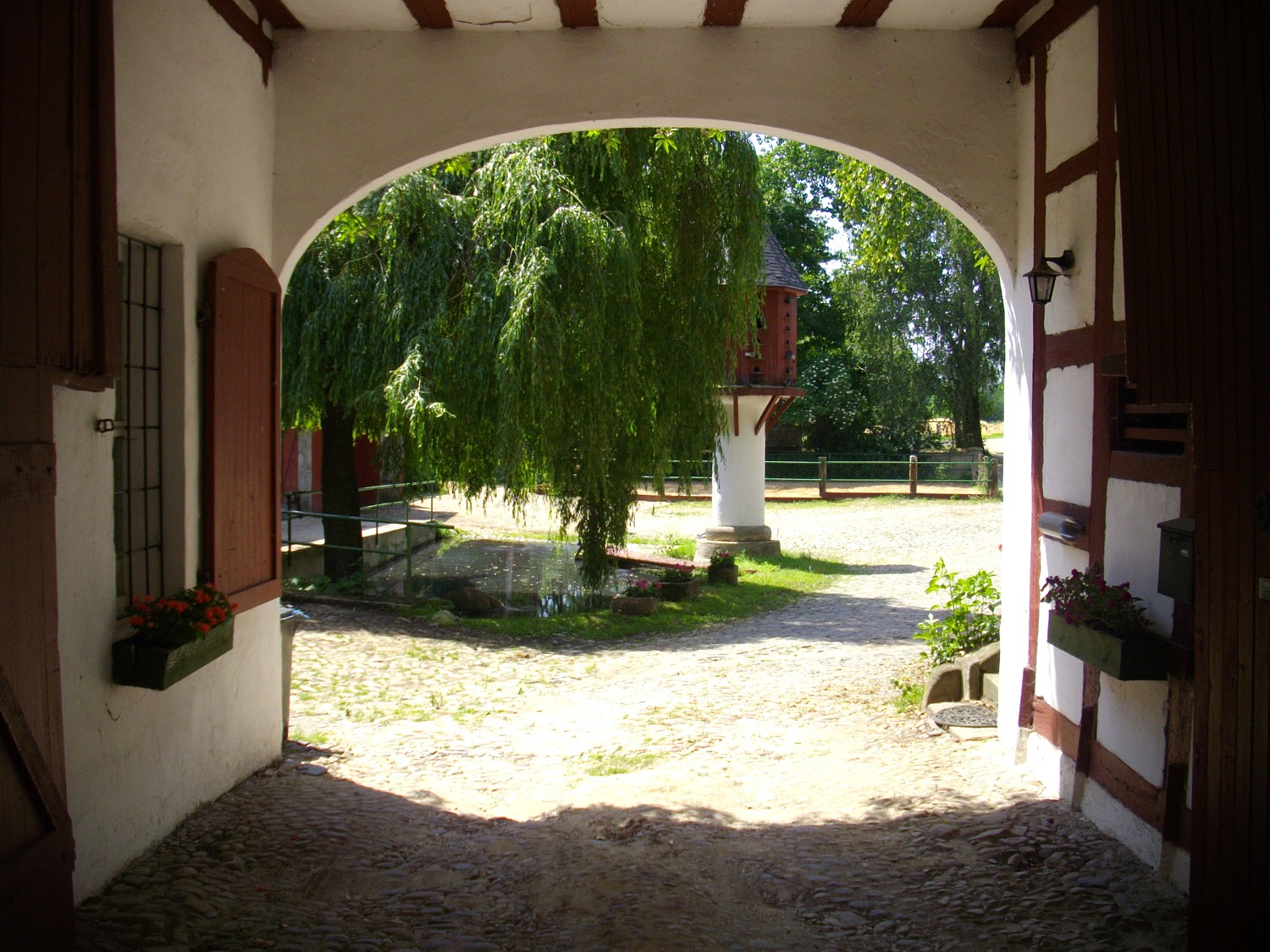
Brösen, Eingang zum Köhlerhof

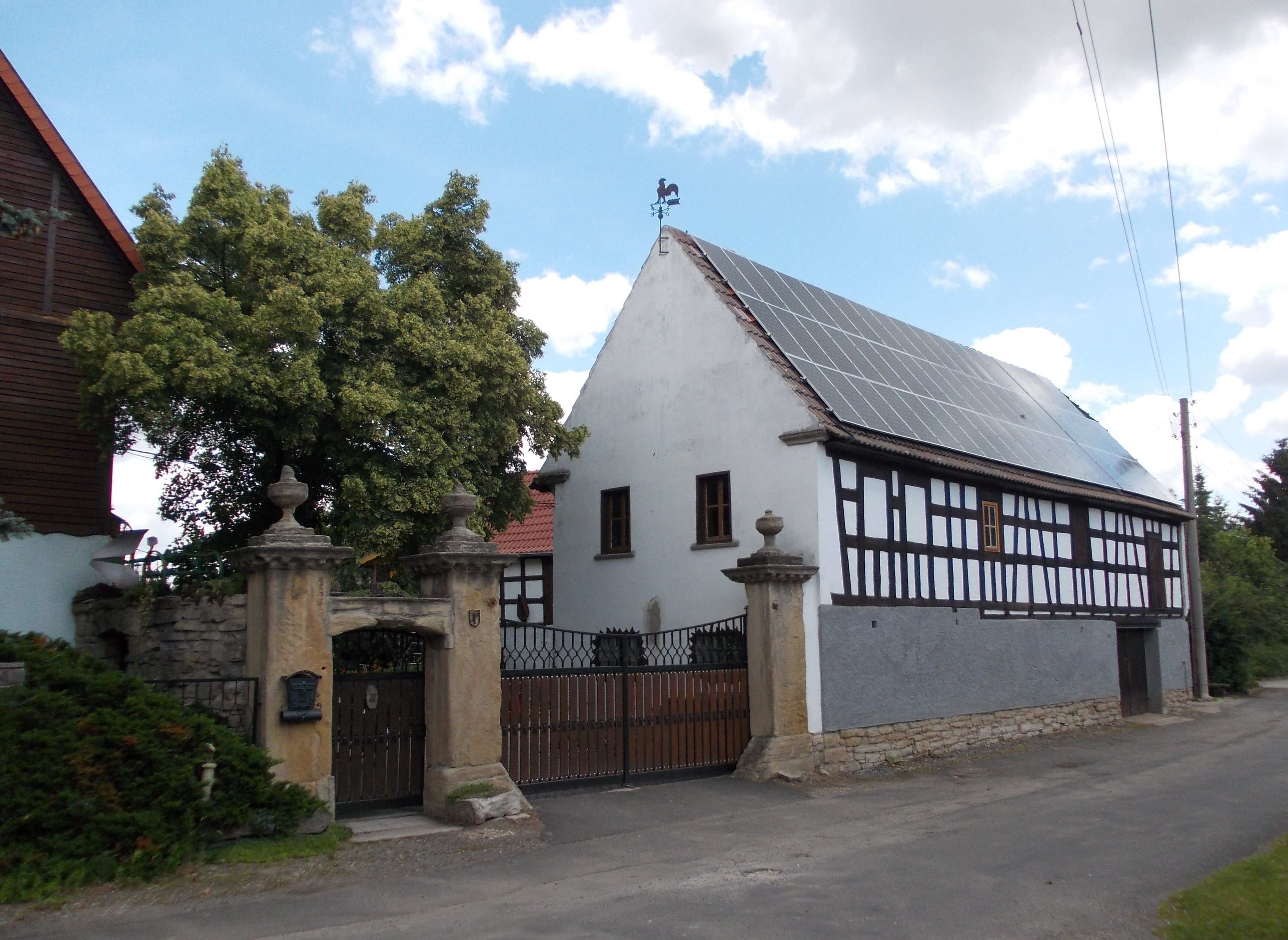
Hemmendorf, Bauernhof

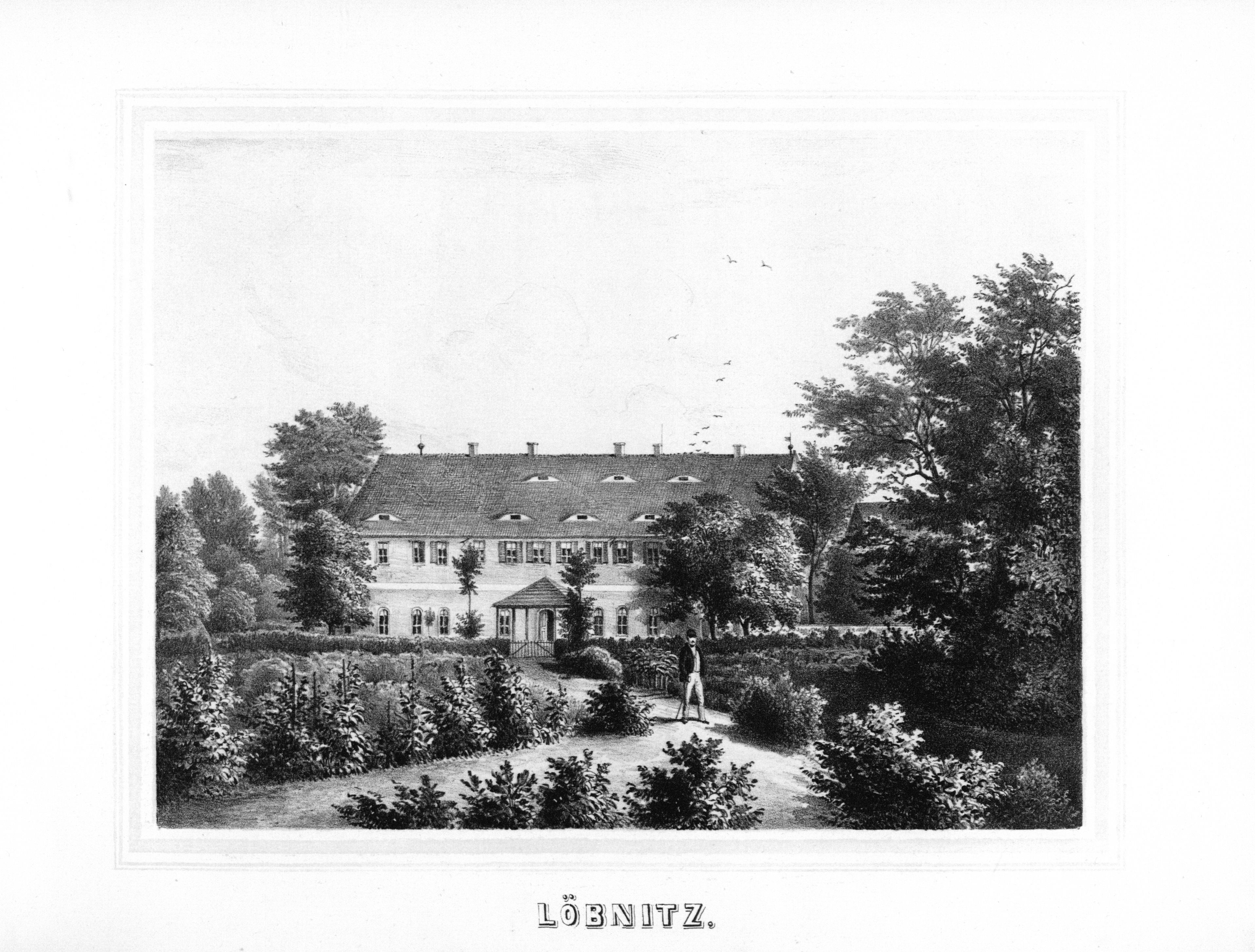
Rittergut Löbnitz

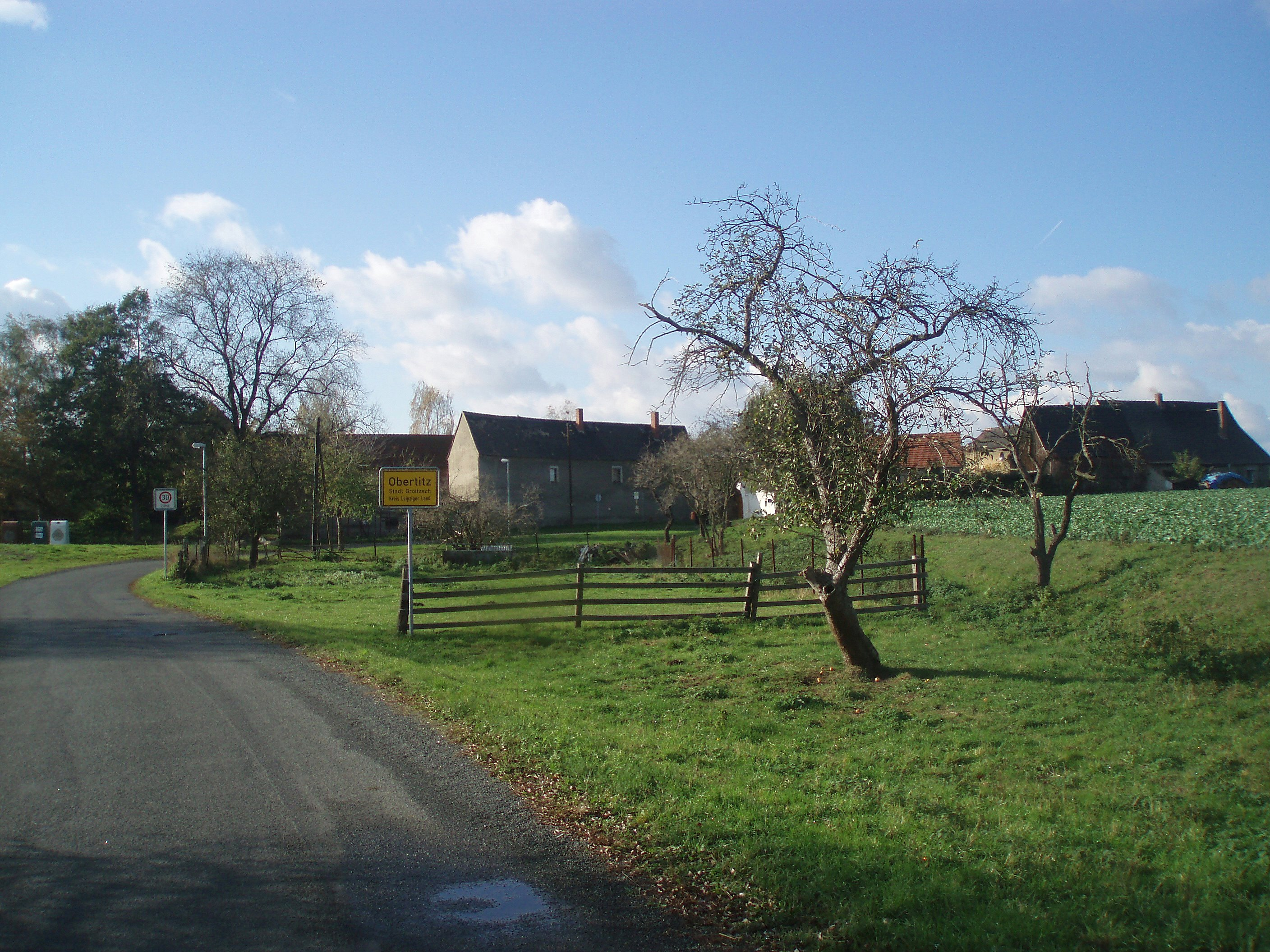
Obertitz mit Schnauderaue

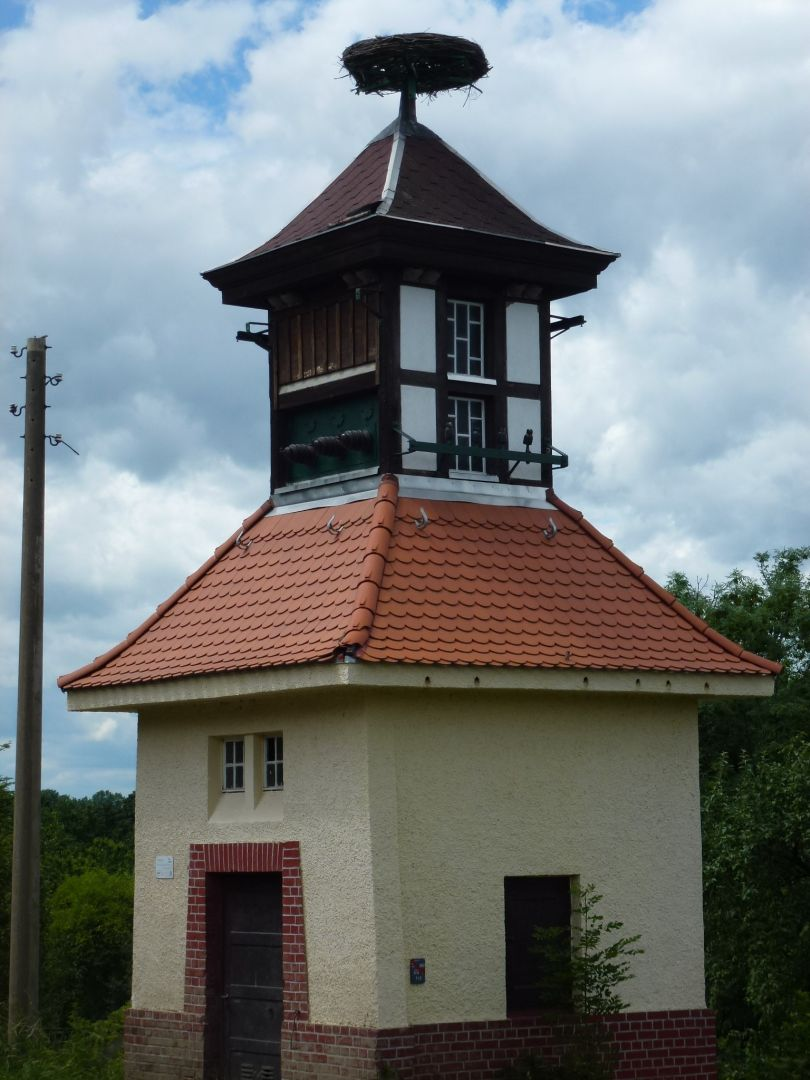
Saasdorf, Storchennest auf ehemaliger Trafostation

| Ehemalige Gemeinde | Datum             | Anmerkung                                                                                      |
| ------------------ | ----------------- | ---------------------------------------------------------------------------------------------- |
| Altengroitzsch     | 1. Oktober 1948   |                                                                                                |
| Audigast           | 1. Januar 1996    |                                                                                                |
| Auligk             | 1. Januar 1996    |                                                                                                |
| Bennewitz          | 14. Juni 1895     | Zusammenschluss zu Löbnitz-Bennewitz                                                           |
| Berndorf           | 1. Januar 1996    |                                                                                                |
| Brösen             | 1. Oktober 1948   |                                                                                                |
| Cöllnitz           | 1. Oktober 1948   | Eingemeindung nach Großstolpen                                                                 |
| Droßdorf           | 1. April 1966     | Eingemeindung nach Großstolpen, 1982–1983 durch Braunkohlentagebau Schleenhain beseitigt       |
| Droßkau            | 1. April 1966     | Eingemeindung nach Großstolpen                                                                 |
| Gatzen             | 1. September 1948 | Eingemeindung nach Auligk                                                                      |
| Großprießligk      | 1. Oktober 1935   |                                                                                                |
| Großstolpen        | 1. Januar 1996    |                                                                                                |
| Großwischstauden   | 1. April 1933     | Zusammenschluss mit Kleinwischstauden zu Wischstauden                                          |
| Hemmendorf         | 1. Januar 1957    | Eingemeindung nach Berndorf                                                                    |
| Hohendorf          | 1. Januar 1974    | Eingemeindung nach Berndorf                                                                    |
| Käferhain          | 1. Oktober 1948   | Eingemeindung nach Methewitz, 1985–1986 durch Braunkohlentagebau Groitzscher Dreieck beseitigt |
| Kleinhermsdorf     | 1. April 1935     | Eingemeindung nach Berndorf                                                                    |
| Kleinprießligk     | 1. September 1948 | Eingemeindung nach Auligk                                                                      |
| Kleinstolpen       | 1. April 1934     | Eingemeindung nach Großstolpen                                                                 |
| Kleinwischstauden  | 1. April 1933     | Zusammenschluss mit Großwischstauden zu Wischstauden                                           |
| Kobschütz          | 1. Oktober 1948   | Eingemeindung nach Audigast                                                                    |
| Langenhain         | 1. Januar 1948    | Eingemeindung nach Hohendorf                                                                   |
| Leipen             | 1. Oktober 1948   | Eingemeindung nach Pödelwitz, 1965–1966 durch Braunkohlentagebau Peres beseitigt               |
| Löbnitz            | 14. Juni 1895     | Zusammenschluss zu Löbnitz-Bennewitz                                                           |
| Löbnitz-Bennewitz  | 1. September 1948 | Eingemeindung nach Auligk                                                                      |
| Maltitz            | 1. Oktober 1948   | Eingemeindung nach Michelwitz                                                                  |
| Methewitz          | 1. Juli 1973      | Eingemeindung nach Auligk                                                                      |
| Michelwitz         | 1. Juli 1973      | Eingemeindung nach Auligk                                                                      |
| Nehmitz            | 1. April 1935     | Eingemeindung nach Berndorf                                                                    |
| Nöthnitz           | 1. Oktober 1948   | Eingemeindung nach Methewitz                                                                   |
| Obertitz           | 1. Oktober 1948   | Eingemeindung nach Droßkau                                                                     |
| Oellschütz         | 1. Januar 1948    | Eingemeindung nach Hohendorf                                                                   |
| Pautzsch           | 1. Oktober 1948   | Eingemeindung nach Michelwitz                                                                  |
| Pödelwitz          | 1. April 1966     | Eingemeindung nach Großstolpen                                                                 |
| Saasdorf           | 1. September 1948 | Eingemeindung nach Auligk                                                                      |
| Schleenhain        | 1965              | Eingemeindung nach Hohendorf, 1964–1965 durch Braunkohlentagebau Schleenhain beseitigt         |
| Schnaudertrebnitz  | 1. Oktober 1948   | Eingemeindung nach Audigast                                                                    |
| Wischstauden       | 1. Oktober 1948   |                                                                                                |
| Zschagast          | 1. Oktober 1948   | Eingemeindung nach Michelwitz, 1981 durch Braunkohlentagebau Groitzscher Dreieck beseitigt     |

### Einwohnerentwicklung
1548/51 wurden 98 besessene(r) Mann und 81 Inwohner gezählt, 1748 waren es 31 besessene(r) Mann, 92 Häusler und 20 ¼ Hufen je 12 Acker. 1834 zählte Groitzsch 1611 Einwohner, 1871 waren es schon 3681 und 1950 schließlich 7884. Bis 1990 ging die Einwohnerzahl bereits wieder auf 6319 zurück. Ende der 1990er Jahre stabilisierte sie sich, um seitdem um jährlich etwa 100 Einwohner zu sinken.
Entwicklung der Einwohnerzahl seit 1990 unter Berücksichtigung der seitdem erfolgten Eingemeindungen (31. Dezember):
| - 1990: 8.852 - 1992: 8.607 - 1994: 8.603 - 1995: 8.609 - 1996: 8.632 | - 1997: 8.726 - 1998: 8.807 - 1999: 8.858 - 2000: 8.806 - 2001: 8.776 | - 2002: 8.722 - 2003: 8.661 - 2004: 8.622 - 2005: 8.521 - 2006: 8.425 | - 2007: 8.377 - 2008: 8.262 - 2009: 8.155 - 2010: 8.059 - 2011: 7.967 | - 2012: 7.632 - 2013: 7.607 - 2014: 7.615 - 2015: 7.626 - 2016: 7.496 | - 2017: 7.515 - 2018: 7.550 - 2019: 7.586 |
| Datenquelle ab 1990: Statistisches Landesamt des Freistaates Sachsen  |                                                                       |                                                                       |                                                                       |                                                                       |                                           |

## Gedenkstätten
- Am 27. Februar 2020 wurde der erste und bisher einzige Stolperstein zur Erinnerung an die deportierte und ermordete Jüdin Anna Reichard in Groitzsch von Gunter Demnig verlegt, siehe Liste der Stolpersteine in Groitzsch

## Religionen

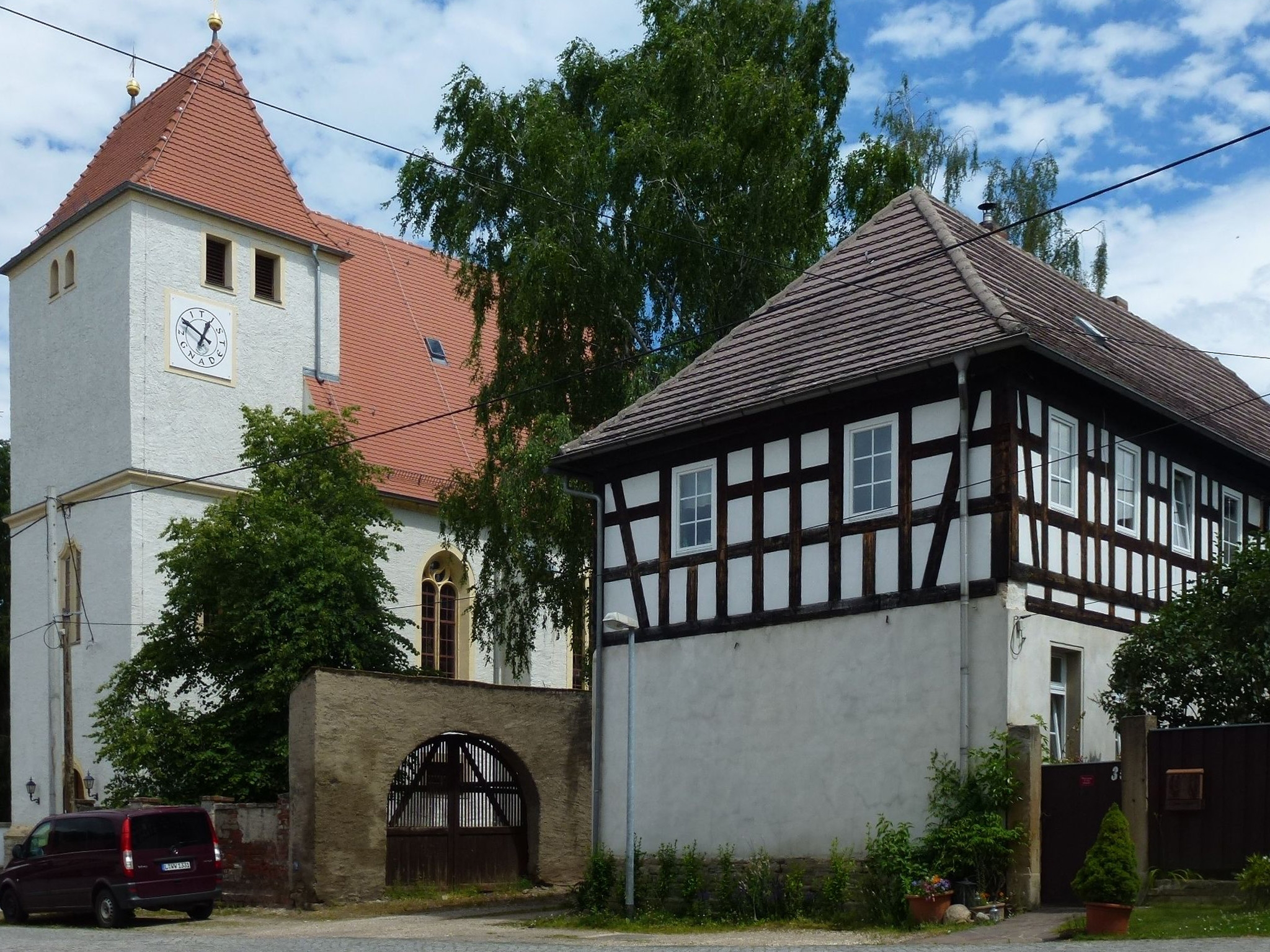
Kirche in Gatzen

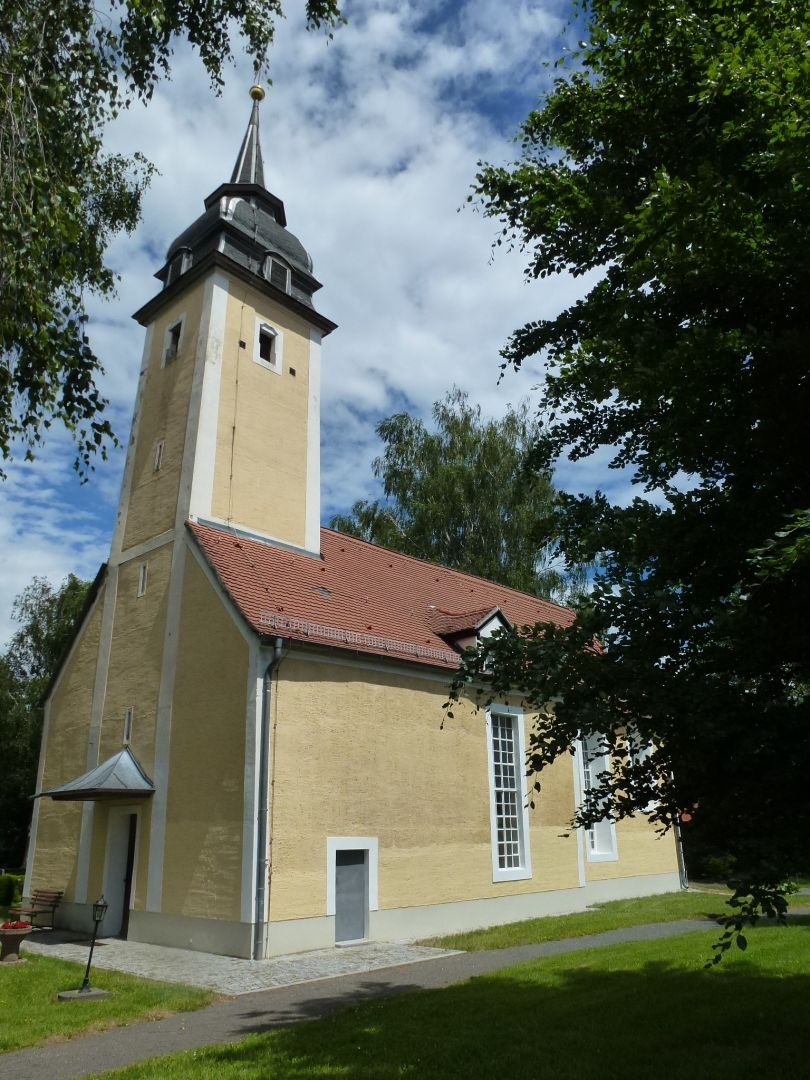
Kirche in Michelwitz

Groitzsch hat ein vielfältiges Kirchenleben. Die meisten Glaubensangehörigen sind Mitglied der Evangelisch-lutherischen Kirche. In der Kirchgemeinde Groitzsch sind die drei evangelisch-lutherischen Gemeinden Groitzsch mit Pödelwitz, Audigast und Auligk-Gatzen-Michelwitz vereinigt. Der Ortsteil Hohendorf gehört zum Kirchspiel Regis-Breitingen. Die Katholiken besuchen die Gottesdienste der Heilig-Geist-Kirche in Zwenkau und in der St.-Hedwig-Kapelle in Pegau, und auch die Kirche Jesu Christi der Heiligen der Letzten Tage ist in Groitzsch vertreten.
Die Stadtkirche hat den Namen Frauenkirche und ist ursprünglich romanischen Ursprungs. Sie wurde in den Jahren 1883/84 zuletzt umgebaut und mehrfach renoviert. Bis 2007 erfolgte die Sanierung des gesamten Dachstuhls und Innenraumes. Daneben befindet sich der Friedhof, der von hohen Bäumen und dem Groitzscher Burgberg umrahmt wird.

## Politik

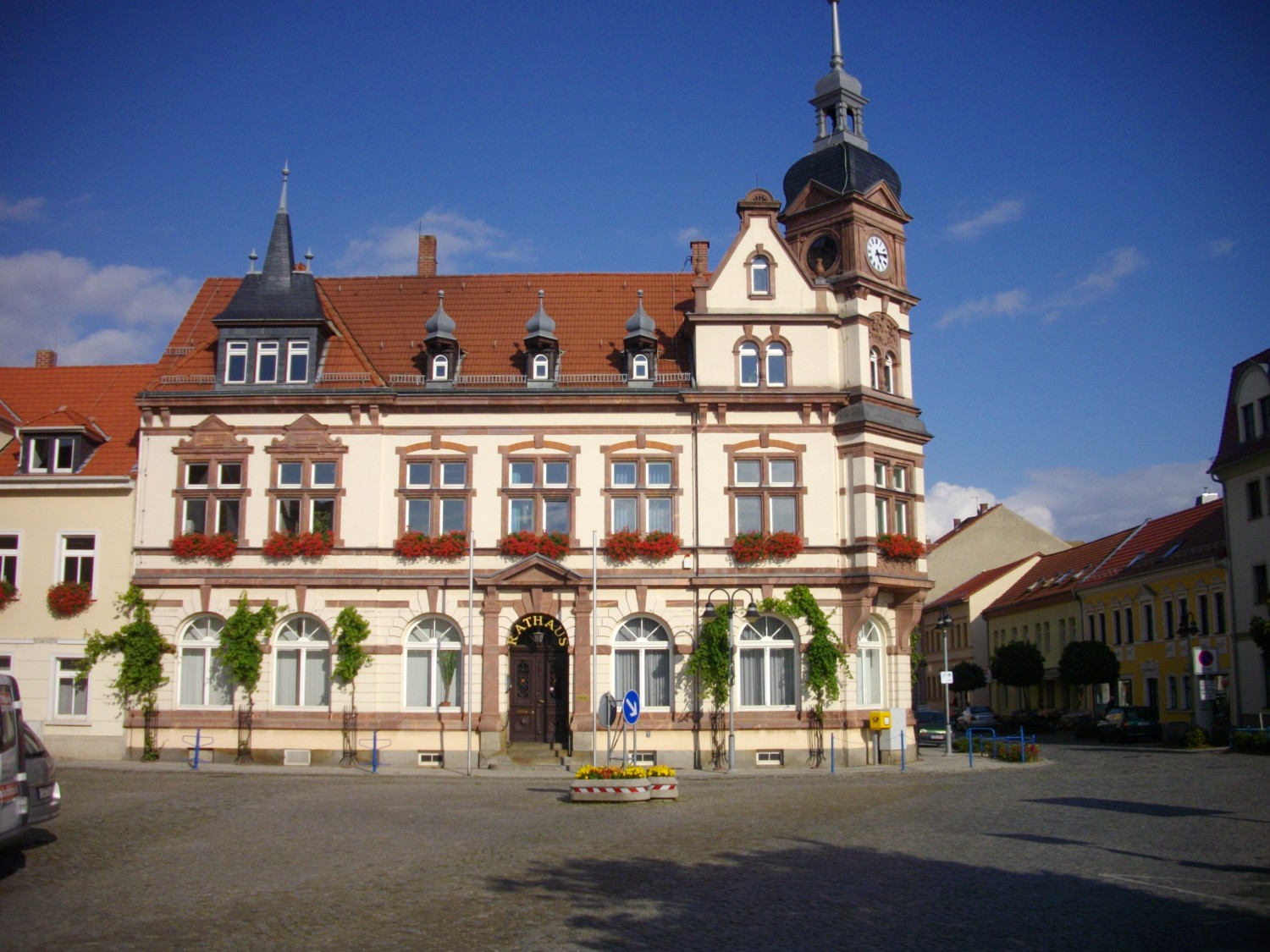
Rathaus am Marktplatz

### Stadtrat
Seit der Stadtratswahl am 9. Juni 2024 verteilen sich die 18 Sitze des Stadtrates folgendermaßen auf die einzelnen Gruppierungen:
- CDU:  7 Sitze
- Bürger für Groitzsch und Ortsteile: 4 Sitze
- AfD: 1 Sitz (zwei Sitze bleiben mangels Kandidaten unbesetzt)
- SPD: 1 Sitz
- Linke: 1 Sitz
- Grüne: 1 Sitz

| Stadtrat ab 2024Insgesamt 16 Sitze - Linke: 1 - SPD: 2 - Grüne: 1 - BfGO: 4 - CDU: 7 - AfD: 1 Die AfD kann zwei Sitze nicht besetzen. Der Stadtrat verkleinert sich entsprechend. | Liste                                                           | 2024   | 2024   | 2019   | 2019   | 2014   | 2014   |
| Stadtrat ab 2024Insgesamt 16 Sitze - Linke: 1 - SPD: 2 - Grüne: 1 - BfGO: 4 - CDU: 7 - AfD: 1 Die AfD kann zwei Sitze nicht besetzen. Der Stadtrat verkleinert sich entsprechend. | Liste                                                           | Sitze  | in %   | Sitze  | in %   | Sitze  | in %   |
| Stadtrat ab 2024Insgesamt 16 Sitze - Linke: 1 - SPD: 2 - Grüne: 1 - BfGO: 4 - CDU: 7 - AfD: 1 Die AfD kann zwei Sitze nicht besetzen. Der Stadtrat verkleinert sich entsprechend. | CDU                                                             | 7      | 40,8   | 8      | 42,3   | 8      | 39,2   |
| Stadtrat ab 2024Insgesamt 16 Sitze - Linke: 1 - SPD: 2 - Grüne: 1 - BfGO: 4 - CDU: 7 - AfD: 1 Die AfD kann zwei Sitze nicht besetzen. Der Stadtrat verkleinert sich entsprechend. | Bürger für Groitzsch und Ortsteile                              | 4      | 21,1   | –      | –      | –      | –      |
| Stadtrat ab 2024Insgesamt 16 Sitze - Linke: 1 - SPD: 2 - Grüne: 1 - BfGO: 4 - CDU: 7 - AfD: 1 Die AfD kann zwei Sitze nicht besetzen. Der Stadtrat verkleinert sich entsprechend. | AfD                                                             | 1      | 20,0   | 1      | 13,9   | –      | –      |
| Stadtrat ab 2024Insgesamt 16 Sitze - Linke: 1 - SPD: 2 - Grüne: 1 - BfGO: 4 - CDU: 7 - AfD: 1 Die AfD kann zwei Sitze nicht besetzen. Der Stadtrat verkleinert sich entsprechend. | SPD                                                             | 2      | 9,3    | 2      | 12,7   | 2      | 14,0   |
| Stadtrat ab 2024Insgesamt 16 Sitze - Linke: 1 - SPD: 2 - Grüne: 1 - BfGO: 4 - CDU: 7 - AfD: 1 Die AfD kann zwei Sitze nicht besetzen. Der Stadtrat verkleinert sich entsprechend. | Linke                                                           | 1      | 4,8    | –      | –      | 2      | 9,7    |
| Stadtrat ab 2024Insgesamt 16 Sitze - Linke: 1 - SPD: 2 - Grüne: 1 - BfGO: 4 - CDU: 7 - AfD: 1 Die AfD kann zwei Sitze nicht besetzen. Der Stadtrat verkleinert sich entsprechend. | Grüne                                                           | 1      | 4,0    | 2      | 10,9   | –      | 4,1    |
| Stadtrat ab 2024Insgesamt 16 Sitze - Linke: 1 - SPD: 2 - Grüne: 1 - BfGO: 4 - CDU: 7 - AfD: 1 Die AfD kann zwei Sitze nicht besetzen. Der Stadtrat verkleinert sich entsprechend. | FDP                                                             | –      | –      | 4      | 20,3   | 3      | 15,4   |
| Stadtrat ab 2024Insgesamt 16 Sitze - Linke: 1 - SPD: 2 - Grüne: 1 - BfGO: 4 - CDU: 7 - AfD: 1 Die AfD kann zwei Sitze nicht besetzen. Der Stadtrat verkleinert sich entsprechend. | Groitzscher Wählervereinigung Bürgerinitiative Soziales Sachsen | –      | –      | –      | –      | 2      | 10,9   |
| Stadtrat ab 2024Insgesamt 16 Sitze - Linke: 1 - SPD: 2 - Grüne: 1 - BfGO: 4 - CDU: 7 - AfD: 1 Die AfD kann zwei Sitze nicht besetzen. Der Stadtrat verkleinert sich entsprechend. | Freie Wählergemeinschaft Groitzsch und Ortsteile                | –      | –      | –      | –      | 1      | 6,6    |
| Stadtrat ab 2024Insgesamt 16 Sitze - Linke: 1 - SPD: 2 - Grüne: 1 - BfGO: 4 - CDU: 7 - AfD: 1 Die AfD kann zwei Sitze nicht besetzen. Der Stadtrat verkleinert sich entsprechend. | Wahlbeteiligung                                                 | 69,0 % | 69,0 % | 60,6 % | 60,6 % | 49,1 % | 49,1 % |

### Bürgermeister
- 1833: Johann August Gutzschebauch
- 1864: C.R. Baunacke
- 1894: Otto Rüling
- 1930: Hartwig Grund
- 1933: Erich Brendel (SPD), aus politischen Gründen entlassen.
- 1936: Bernhard Reißig[15]
- 1942: Scholz
- 1945–1949: Walter Buchheim (SED)
- 1990–2001: Martin Hipp (CDU)[16]
- derzeit: Maik Kunze (CDU); er wurde im Juni 2015 mit 90,2 % der Stimmen[17] und im Juni 2022 mit 98,2 % der Stimmen wiedergewählt.[18]

| Wahl | Bürgermeister | Vorschlag | Wahlergebnis (in %) |
| ---- | ------------- | --------- | ------------------- |
| 2022 | Maik Kunze    | CDU       | 98,3                |
| 2015 | Maik Kunze    | CDU       | 90,2                |
| 2008 | Maik Kunze    | CDU       | 98,7                |
| 2001 | Maik Kunze    | CDU       | 58,3                |

### Wappen
Blasonierung: „In Rot ein schreitendes goldgepanzertes und -gesatteltes silbernes Ross.“ Das Wappen ist eine Nachgestaltung des Wappens des Wiprecht von Groitzsch und wird seit 1891 benutzt.

## Sehenswürdigkeiten

### Bauwerke
Als Wahrzeichen der Stadt gilt der 1903/04 errichtete Wasserturm (1). Das 45 m hohe Stahlskelettbauwerk ist bis heute in Nutzung. Groitzsch zeichnet sich aus durch seinen restaurierten Marktplatz und sein stilvolles Rathaus (2). Unweit davon findet der Besucher das Heimatmuseum im Stadtturm, untergebracht in einem Rest der ehemaligen Stadtkirche St. Aegydius (3) aus romanischer Zeit. Das Gebäude diente spätestens seit 1563 als Rathaus und Gefängnis, bis es 1633 zerstört wurde und nur noch der Turm erhalten blieb. Hier werden der Öffentlichkeit eine Reihe von heimatgeschichtlichen Ausstellungen gezeigt. Thematiken sind der Turm selbst, die Stadtgeschichte, aber auch die Wiprechtsburg. Im Gebiet des alten Stadtkerns wurden leider bereits viele Häuser abgerissen und moderne Bauten errichtet. Bei einem Bummel durch die Gassen hinter dem Turm kommt man zur Stadtmühle (4) am Schnaudermühlgraben. Die Ersterwähnung stammt aus dem 12. Jahrhundert, das heutige Gebäude wurde 1803 erbaut und nach dem Brand 1930 neu errichtet. 1985 ging die Mühle außer Betrieb und wurde ab 1999 von der Stadt modernisiert. Seit 2000 dreht sich das Mühlenrad wieder. Auf über 100 m² finden auf zwei Etagen wechselnde Ausstellungen statt. Auf einer Anhöhe am westlichen Rande des Stadtkerns steht schließlich die Frauenkirche (5), ebenfalls romanischen Ursprungs und mehrfach umgebaut und renoviert.

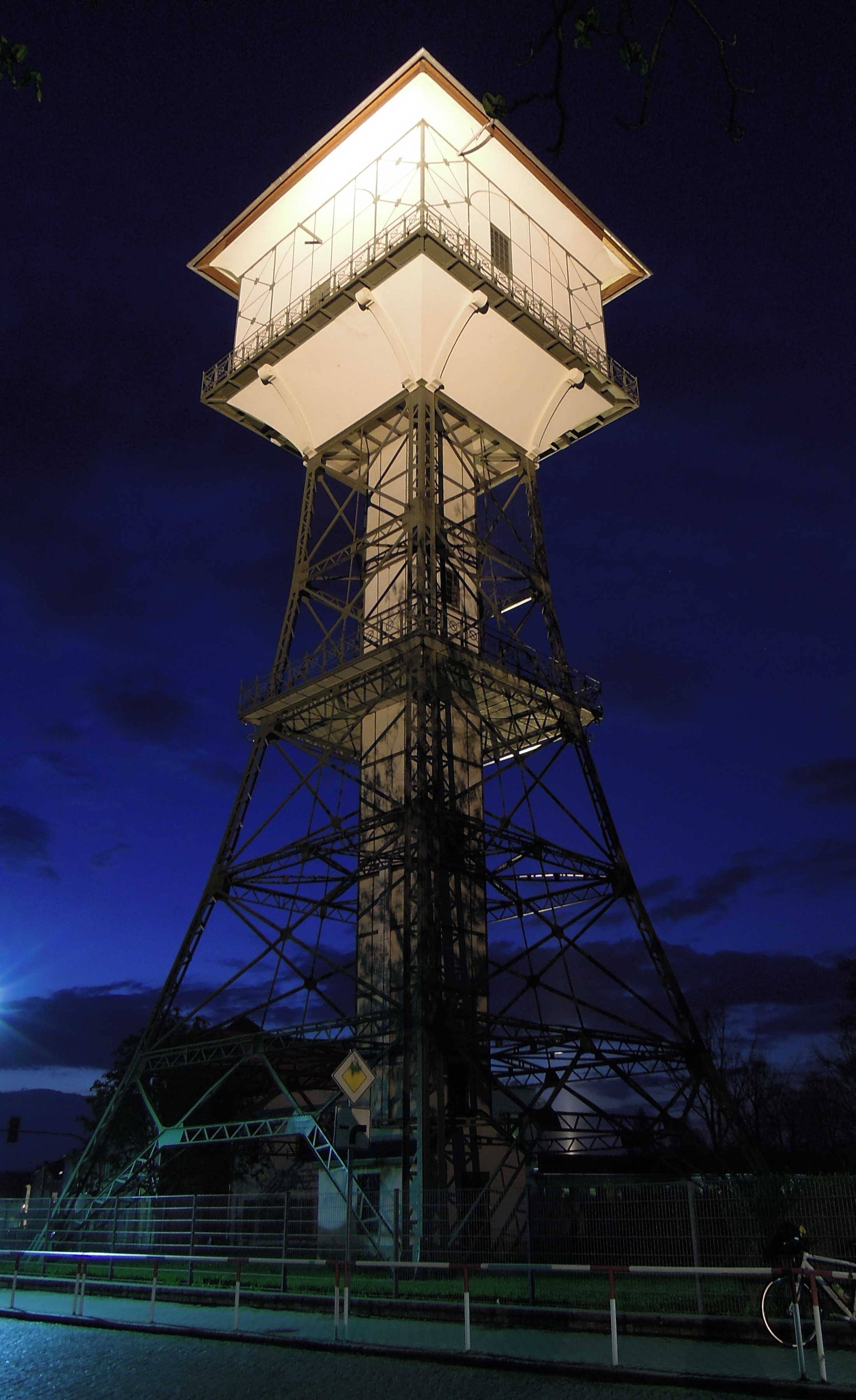
(1) Der Wasserturm bei Nacht
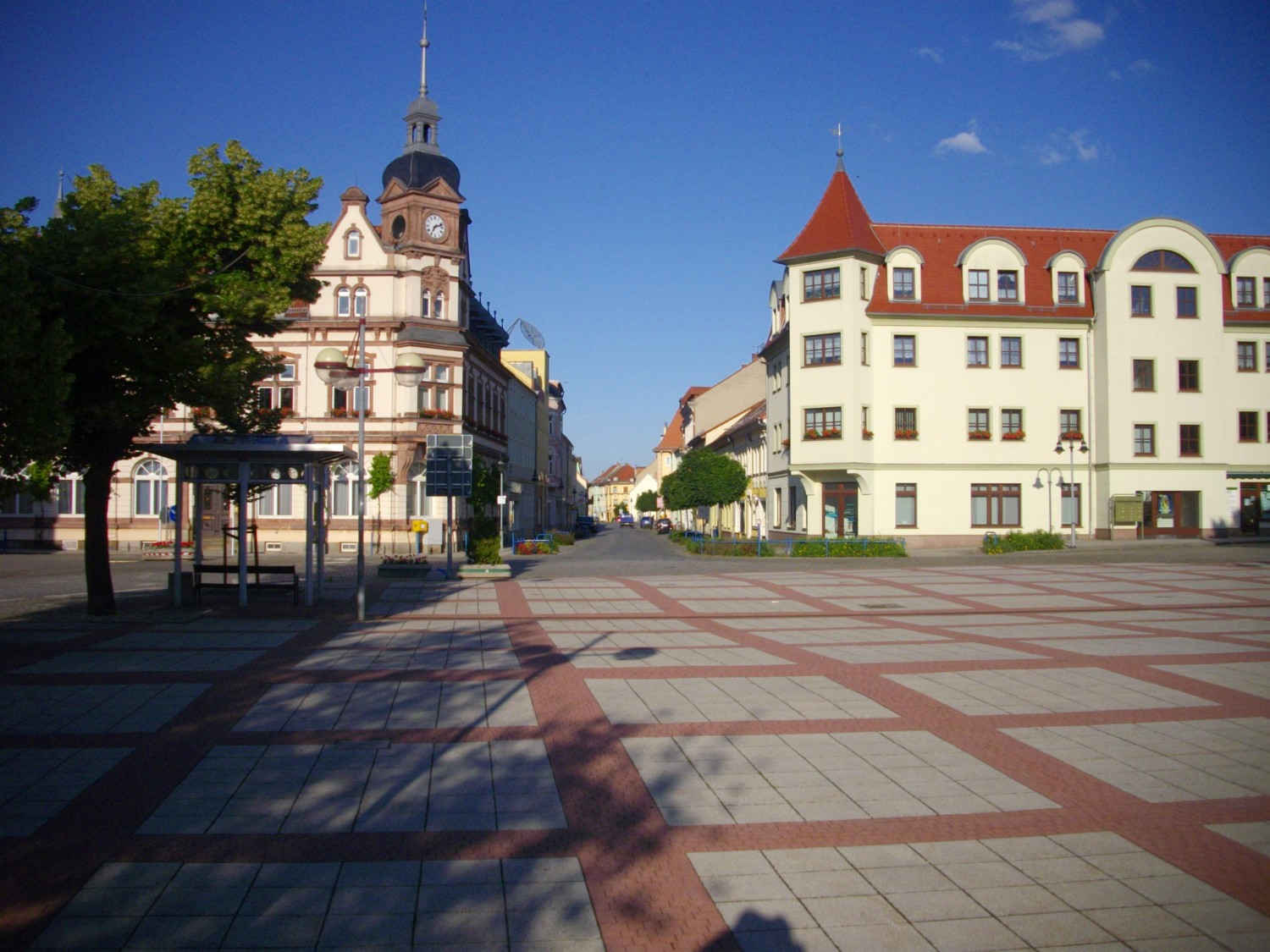
(2) Blick vom Marktplatz in die Breitstraße, links das Rathaus
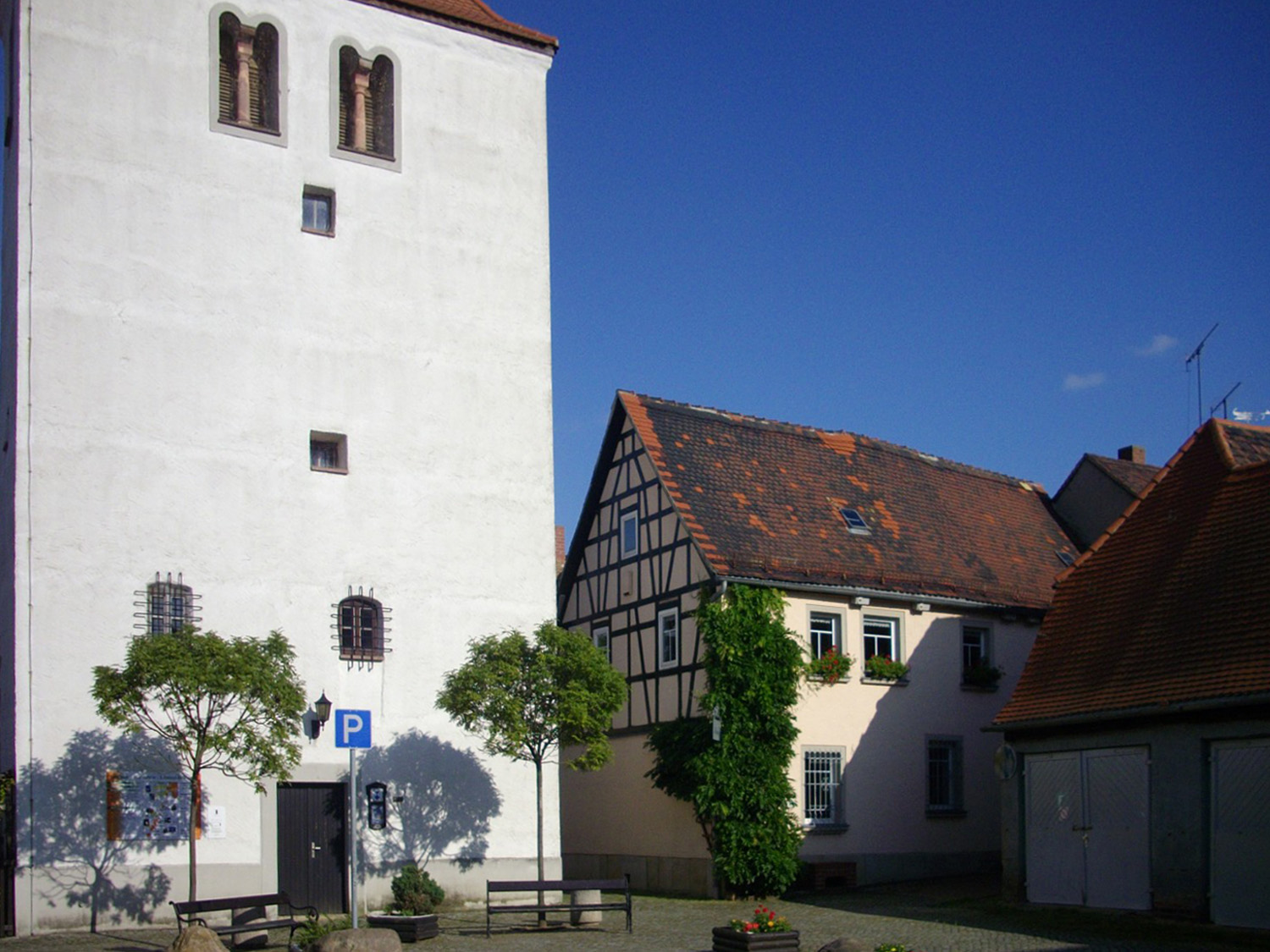
(3) Turm der ehem. Stadtkirche mit Museum
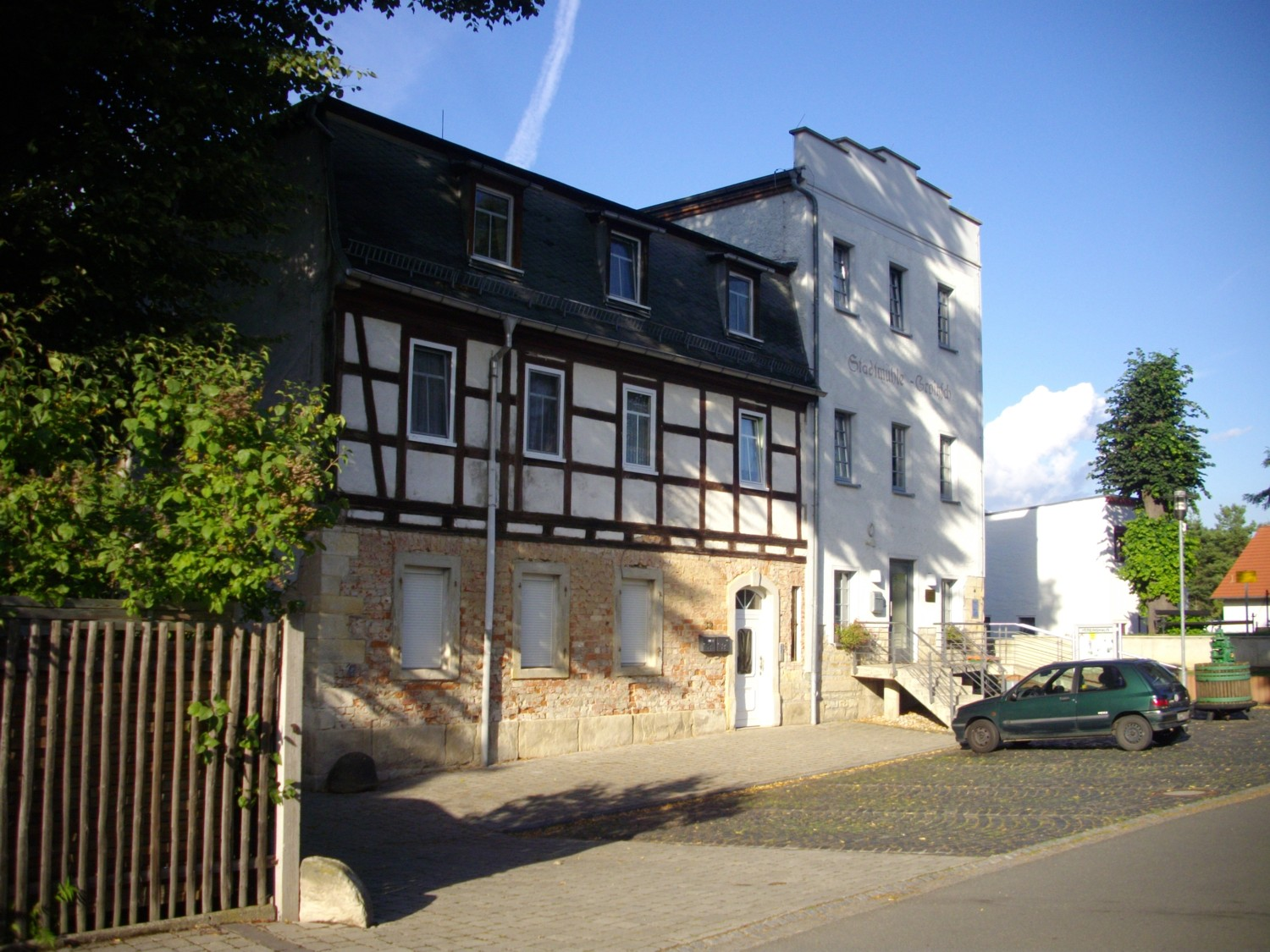
(4) Die Stadtmühle
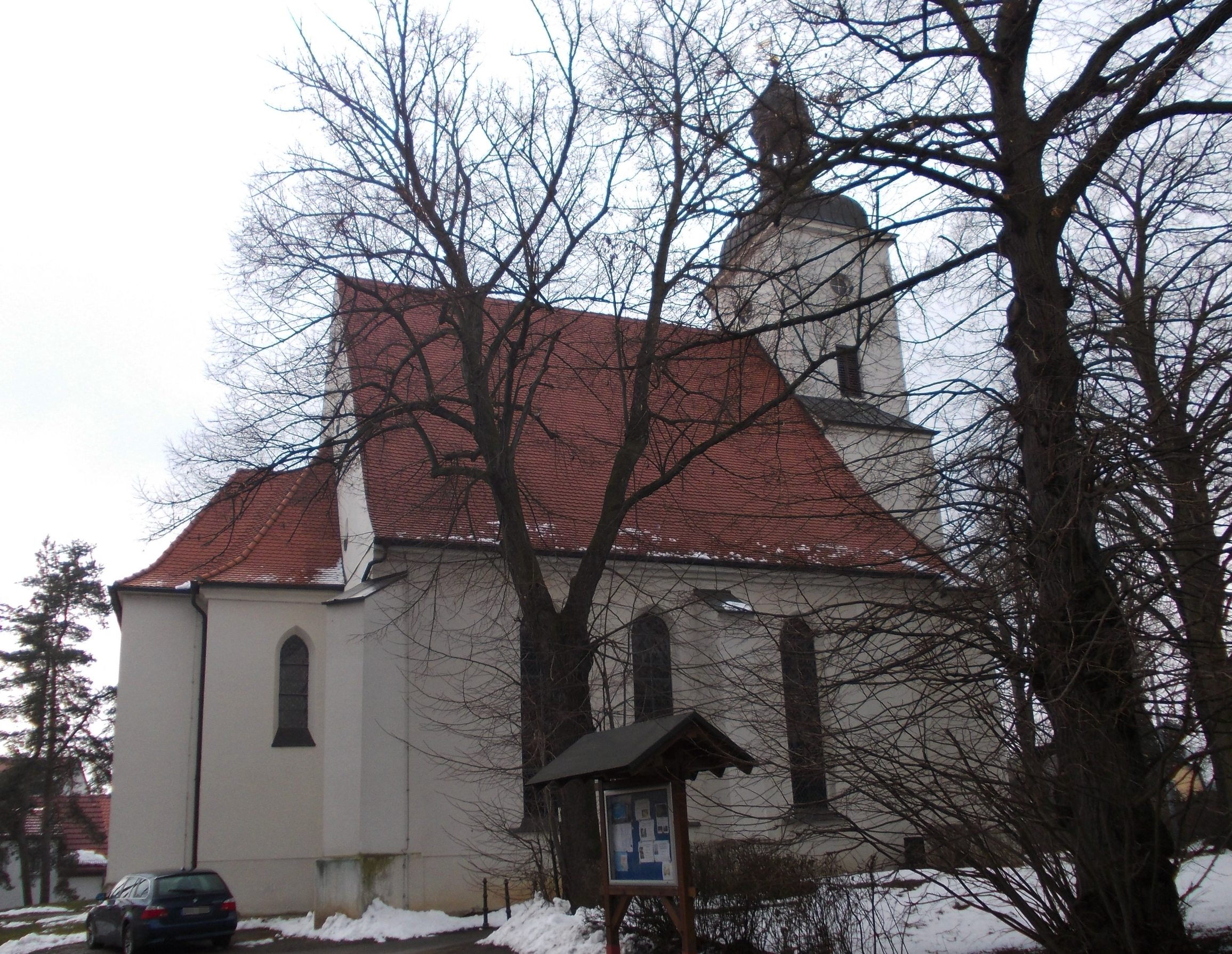
(5) Kirche Unserer Lieben Frau

Die Wiprechtsburg von Graf Wiprecht von Groitzsch stand vormals auf dem Burgberg. An den Hängen wird in letzter Zeit wieder Weinbau betrieben, dazu sind für den Besucher Infotafeln aufgestellt. Von der Burg selbst sind nur noch spärliche Reste zu sehen, die aber mehrfach archäologisch untersucht und 1936 als Bodendenkmal unter Denkmalschutz gestellt worden sind. Früher befand sich hier auch ein gut besuchtes Ausflugslokal. Auf dem Gelände gibt es heute eine Freilichtbühne für Veranstaltungen und ein Flursteinlapidarium mit einer Sammlung von etwa 40 Flur- und Grenzsteinen, die teils aus abgebaggerten Orten der Umgebung stammen.

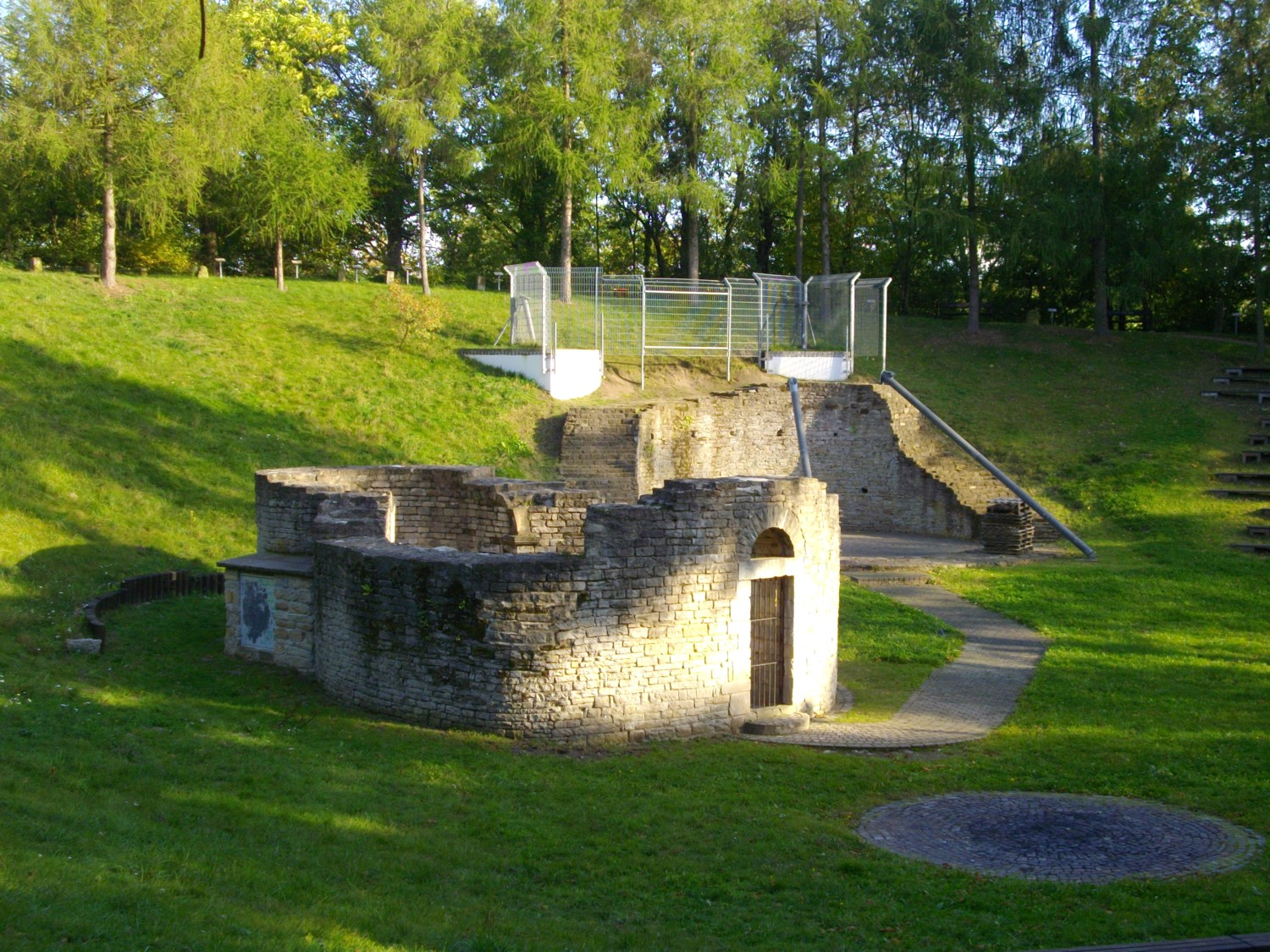
Ruinen auf dem Burgberg
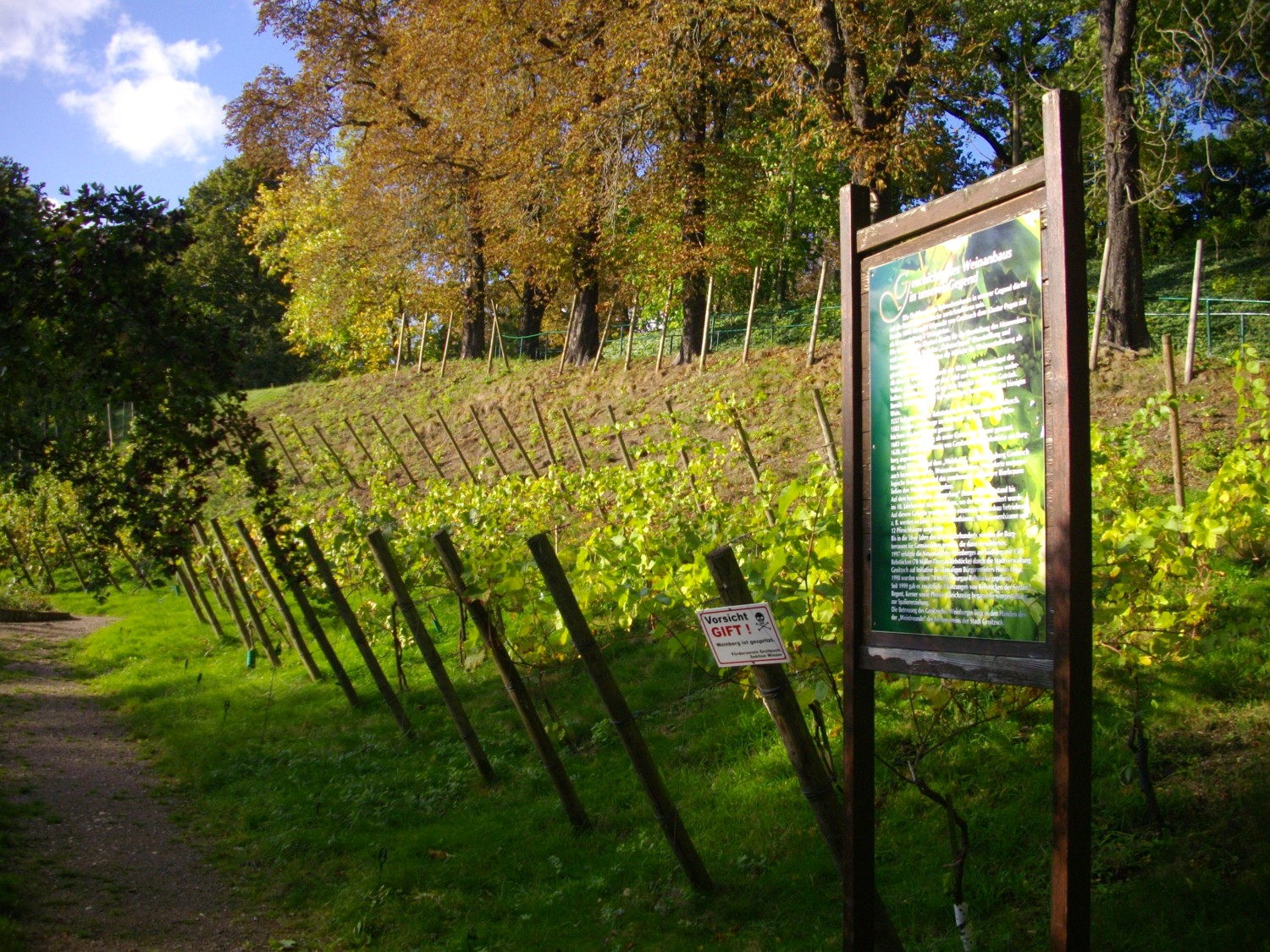
Weinanbau am Burgberg
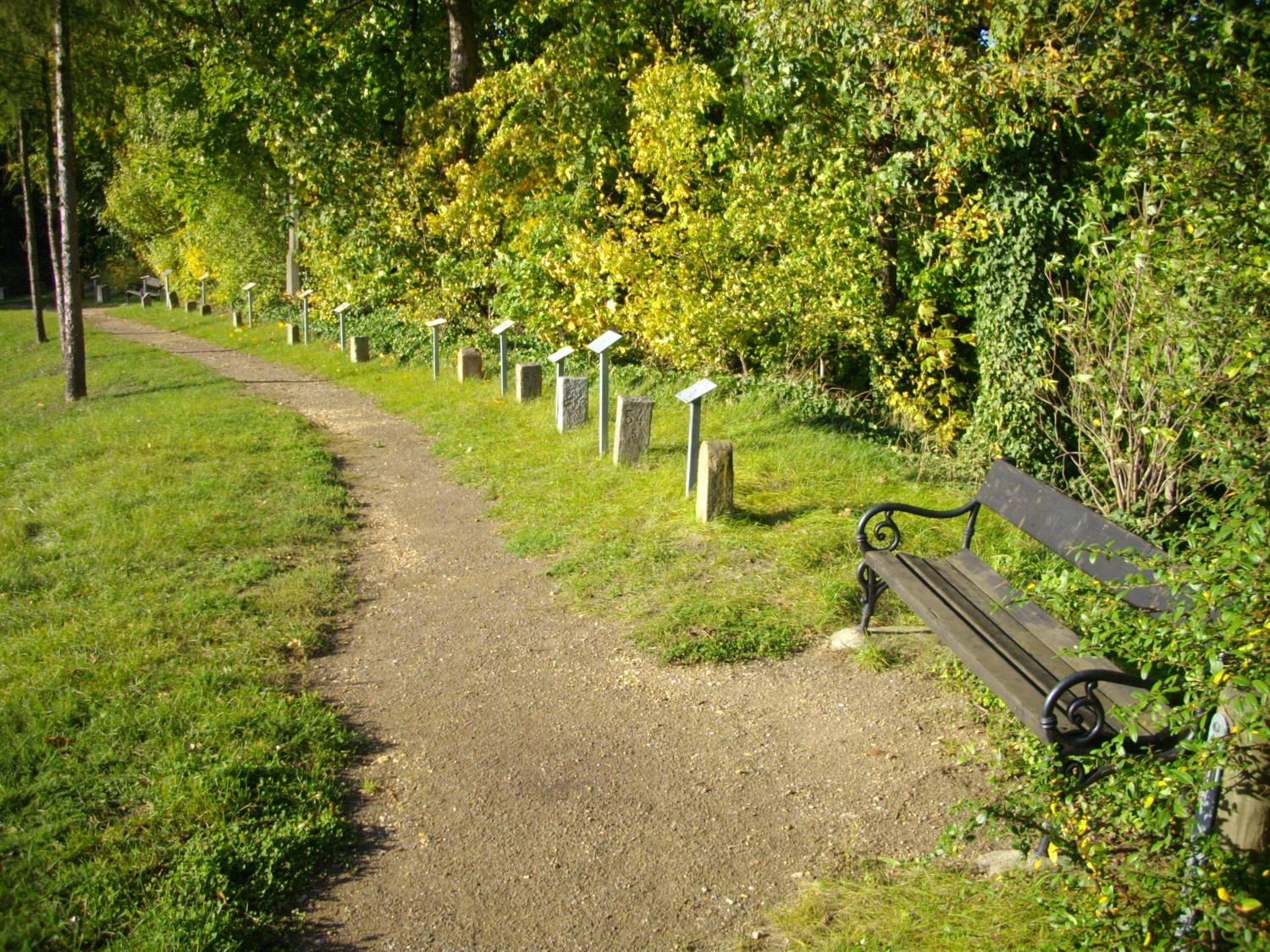
Flursteinlapidarium

### Grünflächen und Naherholung

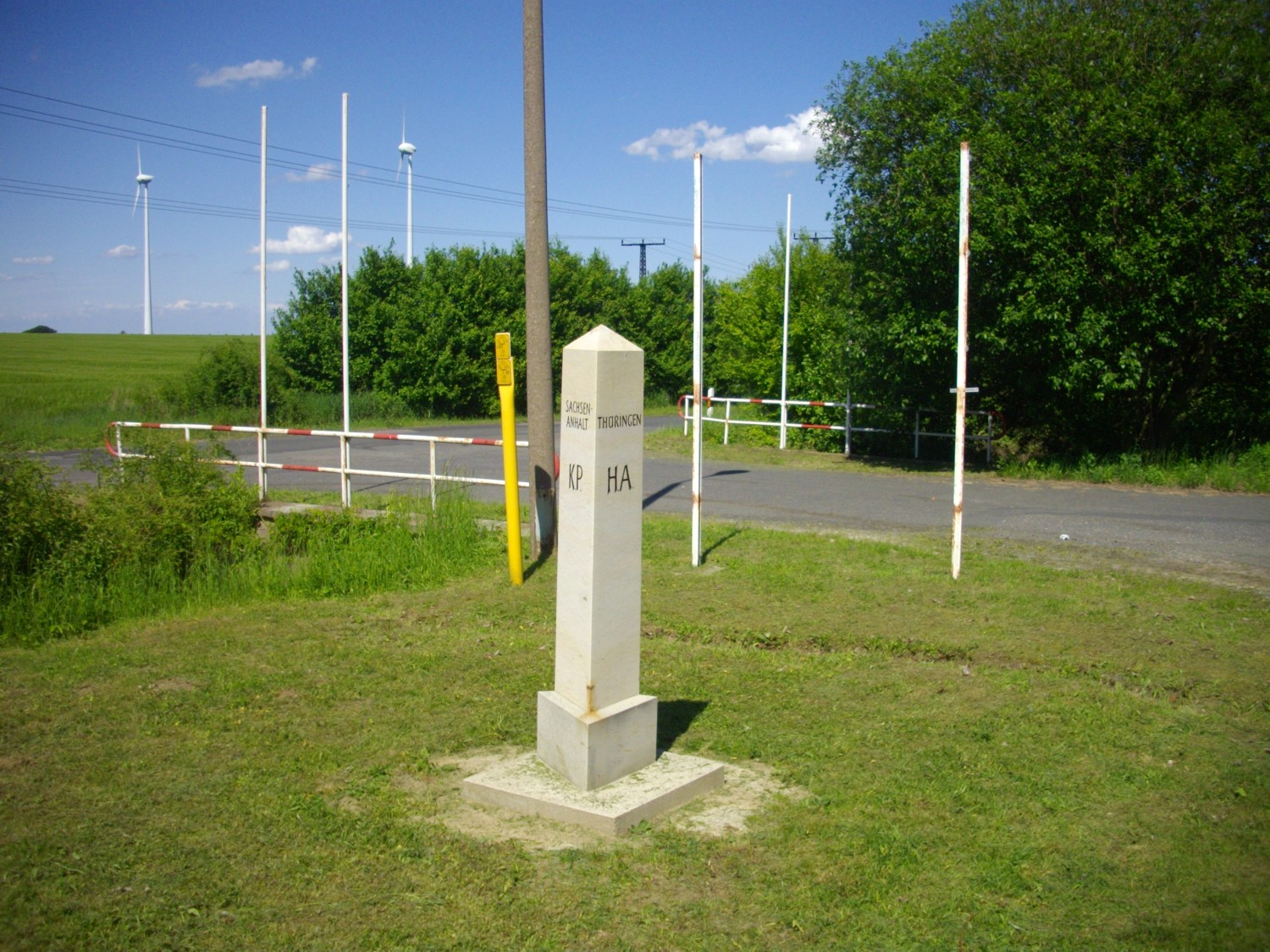
Dreiherrenstein bei Maltitz

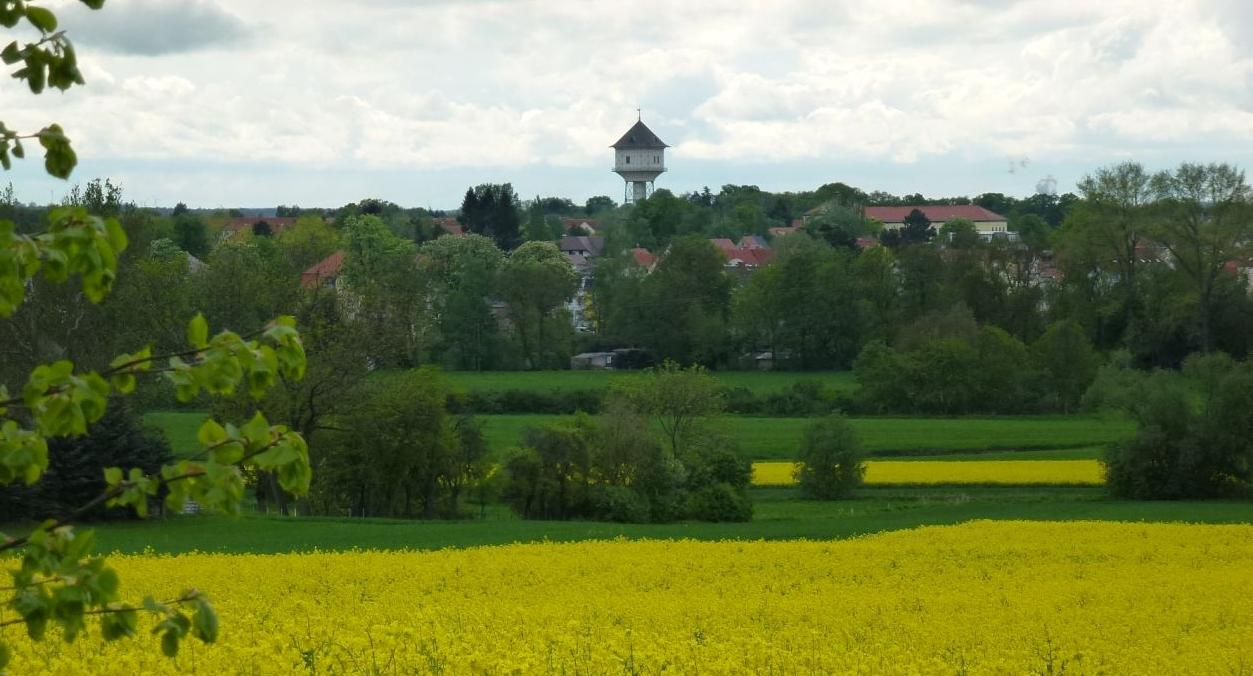
Blick vom Dreilindenberg auf Groitzsch

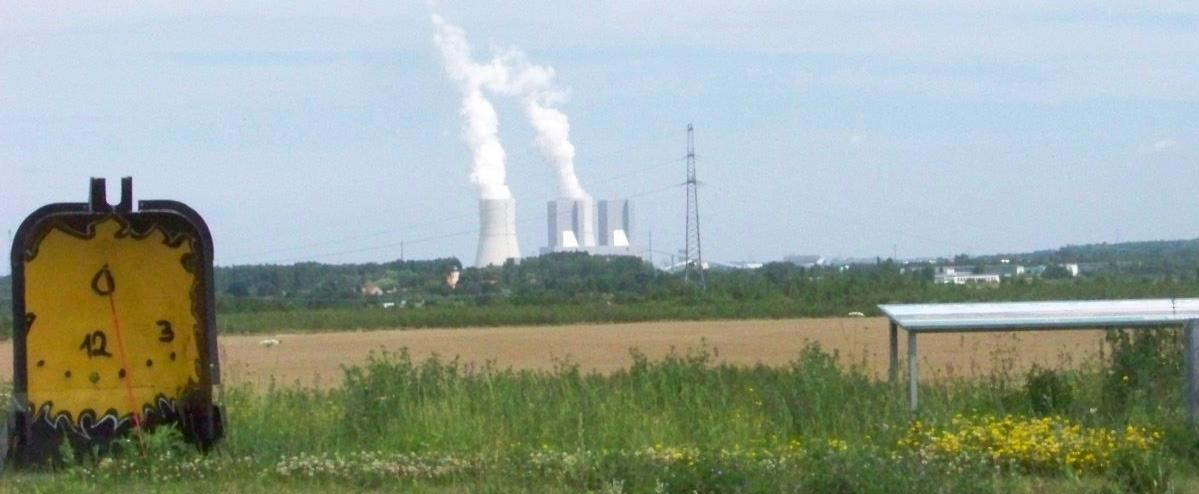
Neuer Geyersberg mit zur Sonnenuhr umgebauter Baggerschaufel, Blick nach Norden (Pödelwitz und Kraftwerk Lippendorf)

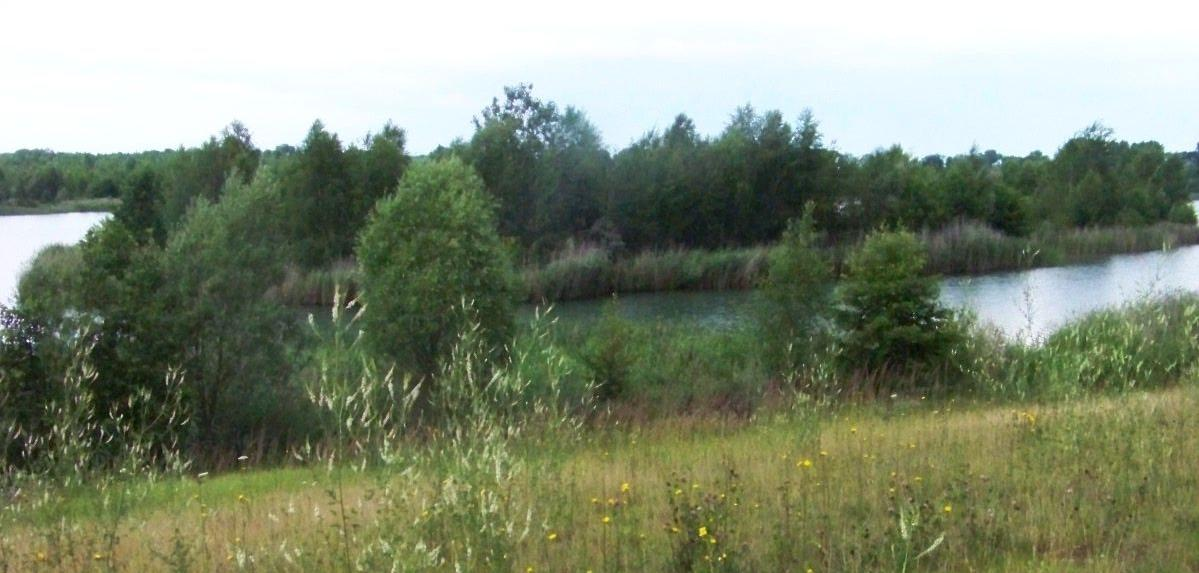
Großstolpener See

Sehenswert sind die Auen der Weißen Elster und das Naturschutzgebiet Pfarrholz an der Schwennigke, einem linken Nebenfluss der Schnauder. Der Ulrike-von-Levetzow-Wanderweg führt von Groitzsch entlang der Schwennigke zu ihrem vermeintlichen Geburtsort Löbnitz.
Die 154 m ü.NN. hohe Erhebung Dreilindenberg bei Wischstauden bietet eine gute Aussicht. Die Umgebung wird durch ein Netz an Wander- und Radwegen zunehmend besser erschlossen. Hier sind Ausflüge in die Nachbarstadt Pegau und in die kleinen Dörfer zwischen Groitzsch, Zeitz und Lucka möglich, wo zahlreiche historische Bauerngehöfte und Fachwerkhäuser stehen. Bei Hohendorf befindet sich ein geologischer Lehrpfad und der Pfad des Baumes, der zum 171 m ü.NN. hoch gelegenen Neuen Geyersberg führt. Tagebauaussichtspunkte wie der bei Maltitz, im Revierpark Profen und an der B 176 bei Neukieritzsch bieten ebenfalls einen guten Rundumblick.
Zwischen Groitzsch und Lucka liegt der Ortsteil Maltitz. Wenig südwestlich davon befindet sich das Dreiländereck von Sachsen, Thüringen und Sachsen-Anhalt auf dem Gelände des ehemaligen Glaswerks Maltitz. Es ist durch den Dreiherrenstein markiert, der rechtlich nicht frei zugänglich ist. Hier liegt auch ein großer Windpark.
Darüber hinaus bietet auf Groitzscher Gebiet der Großstolpener See die Möglichkeit, zu baden und zu angeln. Weitere zum Mitteldeutschen Seenland gehörende Gewässer in der Umgebung sind der Haselbacher See, das Speicherbecken Borna, der Werbener See und der Zwenkauer See.

### Naturschutz
- Siehe auch: Liste der Naturdenkmale in Groitzsch

## Wirtschaft und Infrastruktur

### Verkehr

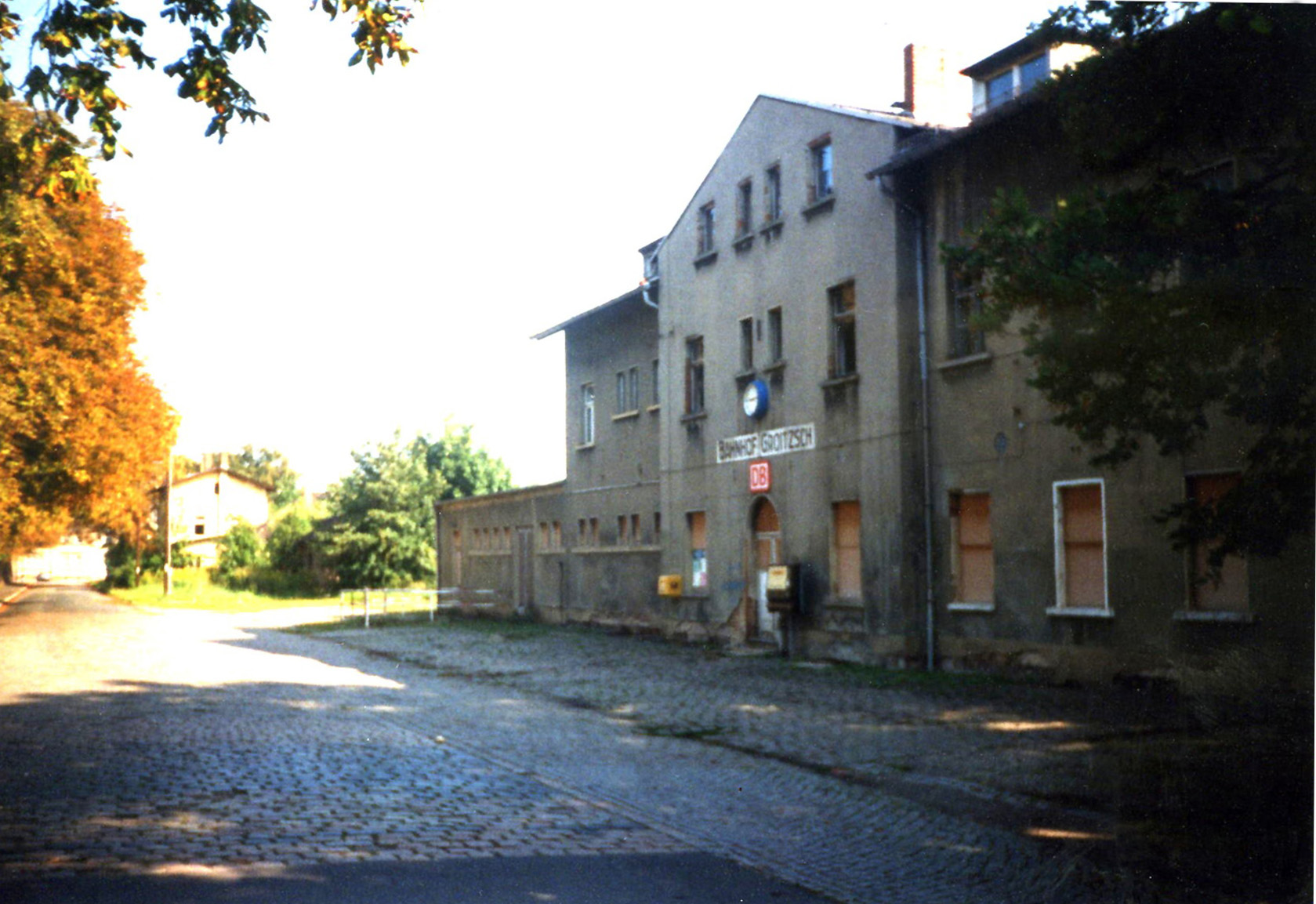
Der Bahnhof Groitzsch kurz nach der Stilllegung (2000)
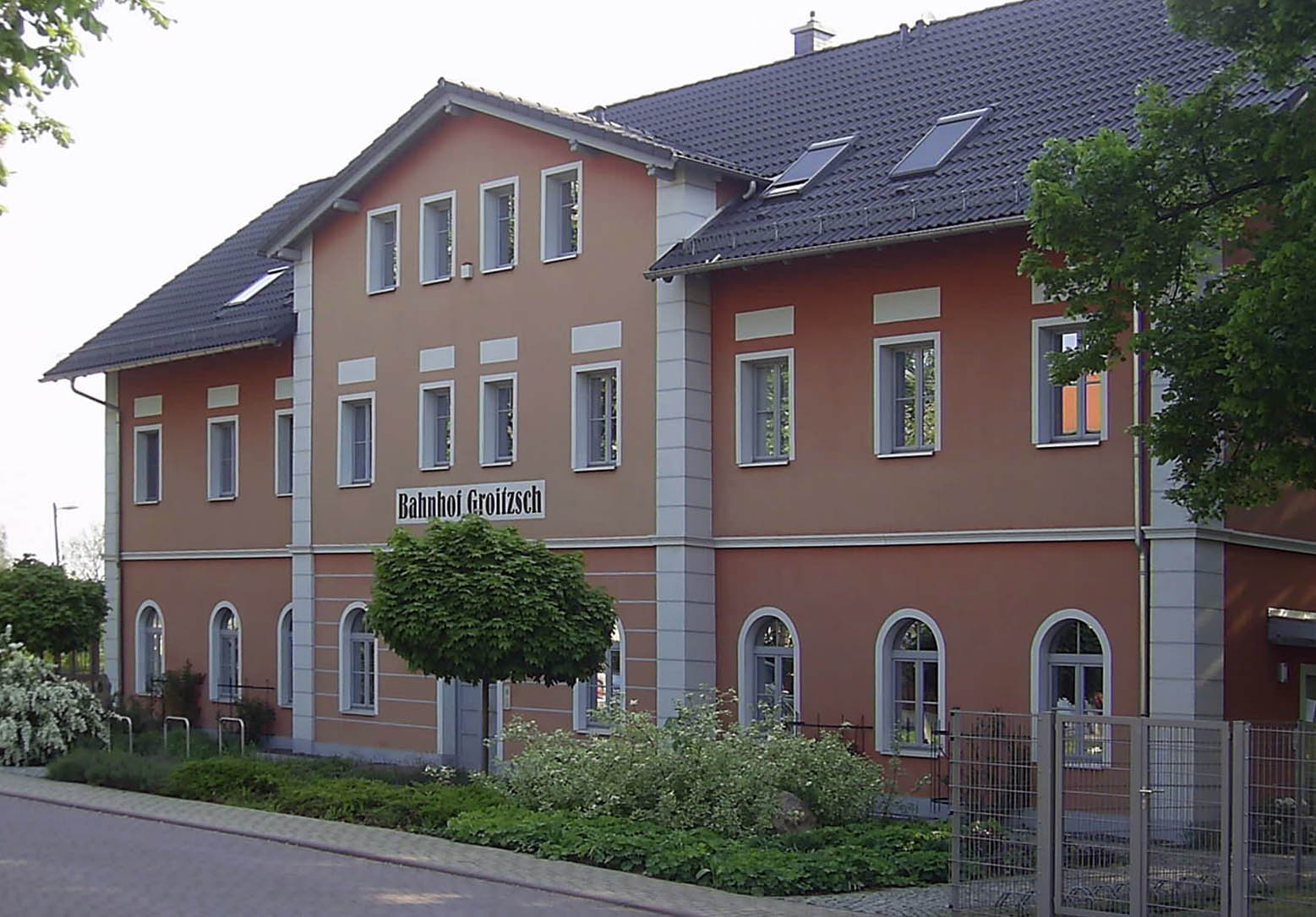
Bahnhof Groitzsch, saniertes Empfangsgebäude (2011)

Bis in die 1990er Jahre bestand noch ein eigener Bahnanschluss an die Bahnstrecke Neukieritzsch–Pegau sowie die Bahnstrecke Gaschwitz–Meuselwitz. Beide Bahnstrecken sind inzwischen stillgelegt worden. Heute befindet sich der nächste Bahnhof in Pegau (etwa 5 km) an der Bahnstrecke Leipzig–Probstzella, mit Anschlüssen nach Leipzig und Gera über Zeitz. So gibt es nur noch ÖPNV-Verbindungen per Bus, zum Beispiel die Linie 100 von Groitzsch über Zwenkau nach Leipzig und die Linie 412 nach Altenburg. Der Flughafen Leipzig/Halle ist etwa 42 km entfernt. Durch Groitzsch führt die Bundesstraße B 176 und durch die Ortsteile Kobschütz und Audigast die B 2. Die Autobahn A 38 ist etwa 15 km entfernt.

### Bildung

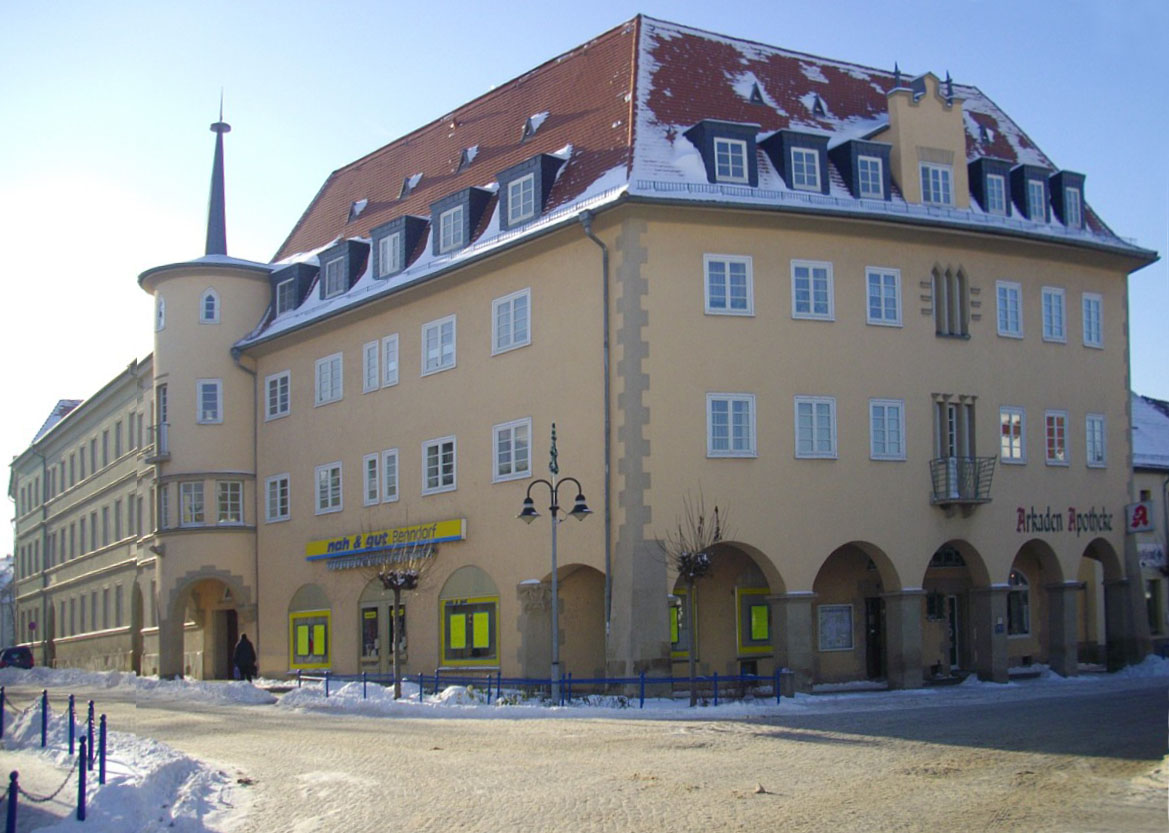
Arkadenhaus in der Breitstraße 16

In Groitzsch gibt es eine Grundschule, eine Oberschule und das Wiprecht-Gymnasium. In Borna kann Unterricht an der Musik- und Kunstschule genommen werden. Die Volkshochschule Leipziger Land bietet Kurse auch in Groitzsch an. Die Bibliothek im Sebastianshof hält auf 330 m² ein reichhaltiges Angebot an Büchern, Zeitschriften, Videos und anderen Medien bereit. Die Benutzer können im elektronischen Bibliothekskatalog (OPAC) nach eigenem Wunsch recherchieren.

### Versorgung
Mehrere Supermärkte in Groitzsch und Pegau decken den alltäglichen Bedarf der Einwohner. Es gibt eine große Auswahl an Einzelhandelsgeschäften, zwei Banken und Postfiliale sind vor Ort. Über 70 selbstständige Unternehmen aus Handwerk, Handel und Industrie sind im Groitzscher Gewerbeverein organisiert. Für die medizinische Versorgung garantieren mehrere Allgemeinärzte sowie Fachärzte, unter anderem für Innere Medizin, Urologie und Frauenheilkunde. Es gibt eine große Anzahl an Zahnärzten. Bei schwereren Erkrankungen helfen die Kliniken in Borna und Zwenkau. Arzneimittel sind in zwei Apotheken erhältlich. Am Rande von Groitzsch wurde in den 90er Jahren das Altenpflegeheim Katharina von Bora erbaut. Das Rathaus, die Stadtinfo und der Polizeiposten befinden sich am Markt.

## Persönlichkeiten

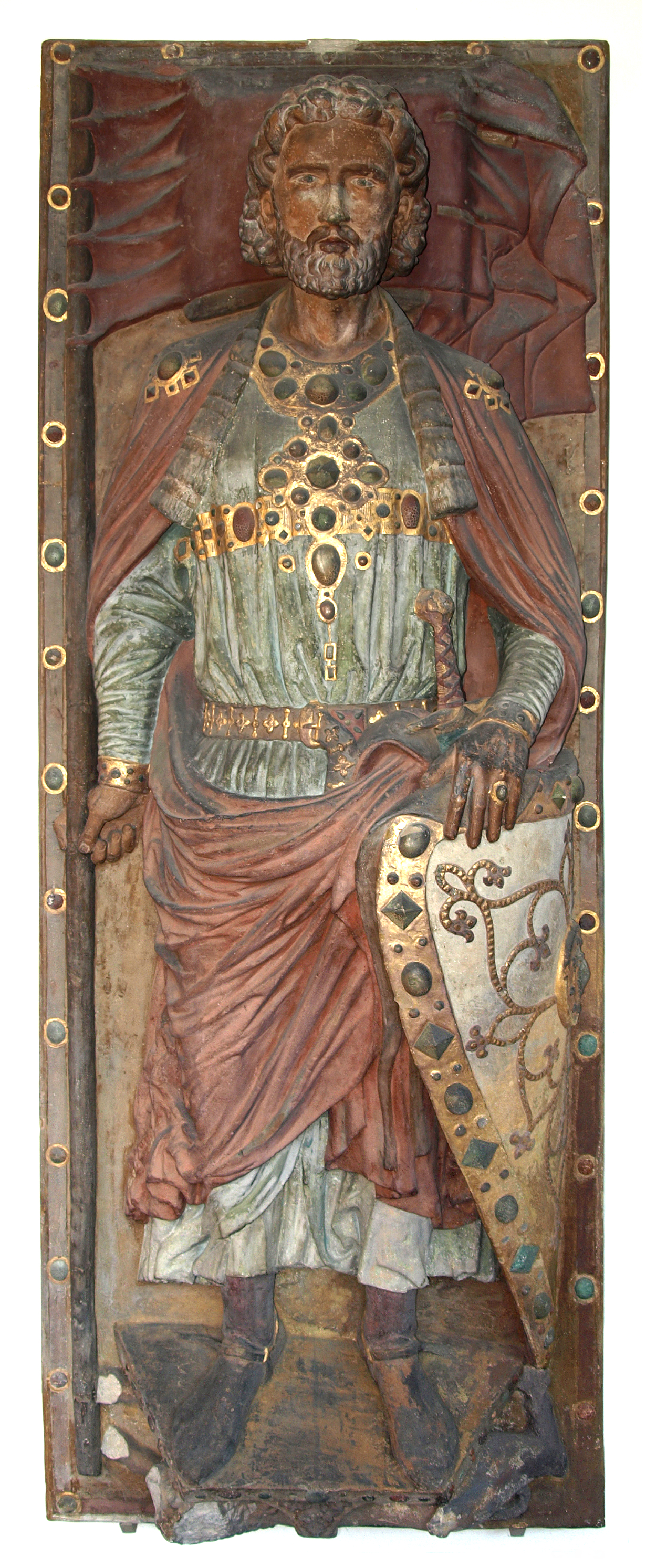
Kenotaph des Grafen Wiprecht von Groitzsch